# Pláštěnci
Pláštěnci (Tunicata) jsou jeden z podkmenů strunatců (Chordata), pravděpodobně sesterská skupina obratlovců (Vertebrata). Jde o skupinu mořských živočichů, která se v tradičním pojetí dělí na tři třídy: na přisedle žijící sumky (Ascidiacea), volně žijící salpy (Thaliacea) a malé, volně žijící vršenky (Appendicularia). Fylogeneticky se však salpy odvozují uvnitř sumek. 
Pláštěnce spojuje jenom málo odvozených znaků, přičemž nejvýznamnějším je přítomnost tuniky tvořené polysacharidem podobným rostlinné celulóze (tunicinem). Z hlediska evoluční teorie je významná zejména larva pláštěnců, u níž se objevují všechny hlavní sdílené odvozené znaky strunatců, tj. struna hřbetní neboli notochord, žaberní štěrbiny, endostyl, neurální trubice a ocas. Dospělci mají naproti tomu vysoce modifikovaný a v mnoha ohledech zjednodušený tělní plán. Až na výjimky se živí filtrací, k čemuž sumkám a salpám slouží mohutný hltan se žaberními štěrbinami, zatímco vršenky si kolem sebe budují dočasnou schránku umožňující filtraci. Vršenky jsou zároveň jedinými pláštěnci, kterým do dospělosti zůstává ocas. Pláštěnci obvykle vykazují hermafroditismus a mají nepřímý vývoj přes zmíněnou planktonní larvu; v životních cyklech však došlo k rozmanitým modifikacím, ať už jde o nepohlavně vznikající kolonie některých sumek, anebo rodozměnu a opuštění larválního vývoje u salp. 
K roku 2025 bylo popsáno více než 3 000 druhů pláštěnců, z nichž drtivou většinu představují sumky. Pláštěnci obývají všechny oceány světa, od pobřeží až po hlubokomořské příkopy, a jde o důležité filtrátory, kteří nezanedbatelně zasahují do toku uhlíku v mořských ekosystémech. Objevují se mezi nimi i významné invazní druhy, rozšiřované zejména prostřednictvím lodní dopravy. Pro člověka mají pláštěnci klíčový význam jako modelové organismy a objekt farmakologického výzkumu, využívají se však i jako mořské plody. 

## Systematika
Nejstarší zmínky o pláštěncích jsou již v antické literatuře, o sumkách se zmiňoval například Aristotelés. Zástupce pláštěnců klasifikoval také otec zoologické nomenklatury Carl Linné, ovšem jeho systém se ani zdaleka nepřibližoval dnešnímu pohledu, když např. koloniální sumky řadil do sběrné skupiny Zoophytes, zatímco solitérně žijící sumky pokládal za měkkýše. Za popisnou autoritu současného taxonu pláštěnci je pokládán až francouzský přírodovědec Jean-Baptiste Lamarck, jenž správně postřehl jejich odlišnost od jiných bezobratlých. Lamarck zvolil vědecké jméno Tunicata, s ohledem na charakteristický znak – tuniku. Příbuzenství se strunatci potvrdily teprve výzkumy ruského embryologa Alexandra Kovalevského z let 1867 až 1872. Z roku 1877 pochází alternativní pojmenování Urochordata, které skupině dal britský zoolog Ray Lankester. Kombinuje novolatinské označení pro strunu hřbetní a ocasní část (uro-), v rámci níž se struna hřbetní u larev lokalizuje. Ačkoli toto vědecké jméno zůstává ve vědeckých kruzích populárnější, přednost by dle pravidel zoologické nomenklatury mělo mít Lamarckovo pojmenování.
Vnitřní systematika pláštěnců byla problematická, zejména kvůli několika typům vývojových cyklů a životních forem. Tradičně se rozeznávají tři třídy pláštěnců, dále uvedené spolu s poznámkami k předmolekulární systematice a základními rysy jejich životního cyklu.
- třída sumky (Ascidiacea)

V průběhu 19. století se dělily pouze na solitérní a koloniální formy a v širším smyslu zahrnovaly i další skupiny pláštěnců. První významnou systematickou revizi provedl francouzsko-argentinský přírodovědec Fernando Lahille, jenž v 80. letech 19. století představil dělení sumek na základě stavby hltanožaberního vaku na taxony Aplousobranchia (hltan bez vnitřních podélných cév a bez záhybů; jinak též Aplousobranchiata, česky pospolitky), Phlebobranchia (hltan s vnitřními podélnými cévami, ale bez záhybů; jinak též Phlebobranchiata, česky pravé sumky nebo celiství) a Stolidobranchia (hltan s vnitřními podélnými cévami i se záhyby; jinak též Stolidobranchiata, česky zřasenky). Během 20. století byla jako taxonomicky významný znak využívána i poloha střeva a gonád a způsob vzniku obžaberního prostoru neboli atria, což Lahilleho systémy dále zkorigovalo. Grzimek's Animal Life Encyclopedia z roku 2003 klasifikuje sumky v řádech Enterogona (s podřády Aplousobranchia a Phlebobranchia) a Pleurogona (s podřádem Stolidobranchia). U Enterogona gonády leží ve střevní kličce, u Pleurogona mimo střevo.
Z hlediska vývoje jsou pro takto definované sumky charakteristické ocasaté larvy a přisedle žijící dospělci. Stolidobranchia a Phlebobranchia přitom zahrnují většinu solitérních druhů a některé koloniální, zatímco Aplousobranchia většinu koloniálních druhů a některé solitérní.
- třídy salpy (Thaliacea)

Zahrnuje taxony Doliolida (= Cyclomyaria; česky kruhosvalí nebo dolioly), Salpida (= Desmomyaria; česky pásosvalí či salpovci) a Pyrosomida (česky ohnivky). Dolioly mají ocasaté larvy a volně plovoucí dospělce, u zbylých dvou skupin ocasaté stádium zaniklo. Zatímco u pásosvalých a kruhosvalých se střídají solitérně i koloniálně žijící generace, ohnivky jsou striktně koloniální.
- třída vršenky (Appendicularia)

Jako jediní pláštěnci v dospělosti volně žijí se zachovalým ocasem. Příbuznost s ostatními pláštěnci poprvé potvrdil Thomas Henry Huxley roku 1851. Pochybnosti, že se jedná např. o larvální stádium sumek, rozptýlil v 70. letech 19. století švýcarský zoolog Hermann Fol. Vnitřní systematika vršenek se zakládá na čeledích, z nichž se většinou uznávají tyto tři: Oikopleuridae, Kowalewskaiidae a Fritillaridae v jediném řádu Copelata. Podle některých morfologických srovnání se měly vršenky odvozovat v rámci salp (a tvořit s nimi společný taxon zvaný Pelagotunicata).
Tradiční systém založený na třech třídách nicméně nerespektuje požadavky kladistiky, poněvadž tradičně definované sumky nejsou monofyletickým taxonem – odvozují se v rámci nich minimálně salpy, což z raných molekulárně-fylogenetických studií potvrdila např. práce Stacha a Turbevilleho (2002). Aplikace molekulárních metod se však v případě pláštěnců ukázala být velmi nesnadná, dílem kvůli jejich velké rychlosti molekulární evoluce, dílem kvůli výrazným přestavbám genomu. Komplikovaná byla pozice vršenek, které buďto podobně jako salpy vycházely coby vnitřní skupina sumek, anebo představovaly sesterský taxon vůči ostatním pláštěncům. Níže uvedený fylogenetický strom znázorňující vnitřní příbuzenské vztahy byl vytvořen na základě studií Delsuc et al. (2018) a Kocot et al. (2018), podle nichž jsou vršenky sesterskou skupinou vůči společnému taxonu sumek a salp. Evoluční kontext s tím související, včetně otázky pedomorfózy, je popsán v kapitole týkající se evoluce.
Monofyletické nemusí být ani pravé sumky s ohledem na pospolitky – molekulární data ve srovnání s klasickou systematikou podporují alespoň dělení na Enterogona a Pleurogona. Z pohledu vnitřní systematiky zasluhuje zmínku ještě zařazení některých specializovaných hlubokomořských pláštěnců s redukovaným hltanožaberním košem, kteří se však taktéž odvozují v rámci sumek. Původní třída Sorberacea (s čeledí Hexacrobylidae) tak našla své místo mezi zřasenkami z čeledi molgulovití (Molgulidae); čeleď Octacnemidae, původně také klasifikována na úrovni vyššího taxonu, pak mezi pravými sumkami.
Z hlediska vnější systematiky patří pláštěnci mezi strunatce (Chordata), tento živočišný kmen spoluutvářejí ještě s obratlovci (Vertebrata) a bezlebečnými (Cephalochordata). Alternativně mohou všechny tři skupiny vystupovat jakožto samostatné kmeny – z hlediska fylogenetiky jsou tyto rozdíly v taxonomických kategoriích nepodstatné. Obecně existují dvě hypotézy příbuzenských vztahů v rámci strunatců. Podle hypotézy Notochordata jsou vůči sobě sesterské podkmeny Cephalochordata + Vertebrata, tento koncept však s nástupem molekulární fylogenetiky vytlačila hypotéza Olfactores, podle níž jsou vůči sobě sesterské podkmeny Tunicata + Vertebrata. Níže uvedený fylogenetický strom respektuje hypotézu Olfactores. 
Fylogenetický strom znázorňující postavení pláštěnců (Tunicata) v rámci strunatců (Chordata) a jejich vnitřní členění:

|  | Thaliacea                                                          |
|  |                                                                    |
|  | \| \| Phlebobranchia \| \| \| \| \| \| Aplousobranchia \| \| \| \| |
|  |                                                                    |
|  | Phlebobranchia                                                     |
|  |                                                                    |
|  | Aplousobranchia                                                    |
|  |                                                                    |

|  | Phlebobranchia  |
|  |                 |
|  | Aplousobranchia |
|  |                 |

|  | Thaliacea                                                          |
|  |                                                                    |
|  | \| \| Phlebobranchia \| \| \| \| \| \| Aplousobranchia \| \| \| \| |
|  |                                                                    |
|  | Phlebobranchia                                                     |
|  |                                                                    |
|  | Aplousobranchia                                                    |
|  |                                                                    |

|  | Phlebobranchia  |
|  |                 |
|  | Aplousobranchia |
|  |                 |

|  | Thaliacea                                                          |
|  |                                                                    |
|  | \| \| Phlebobranchia \| \| \| \| \| \| Aplousobranchia \| \| \| \| |
|  |                                                                    |
|  | Phlebobranchia                                                     |
|  |                                                                    |
|  | Aplousobranchia                                                    |
|  |                                                                    |

|  | Phlebobranchia  |
|  |                 |
|  | Aplousobranchia |
|  |                 |

|  | Thaliacea                                                          |
|  |                                                                    |
|  | \| \| Phlebobranchia \| \| \| \| \| \| Aplousobranchia \| \| \| \| |
|  |                                                                    |
|  | Phlebobranchia                                                     |
|  |                                                                    |
|  | Aplousobranchia                                                    |
|  |                                                                    |

|  | Phlebobranchia  |
|  |                 |
|  | Aplousobranchia |
|  |                 |

|  | Thaliacea                                                          |
|  |                                                                    |
|  | \| \| Phlebobranchia \| \| \| \| \| \| Aplousobranchia \| \| \| \| |
|  |                                                                    |
|  | Phlebobranchia                                                     |
|  |                                                                    |
|  | Aplousobranchia                                                    |
|  |                                                                    |

|  | Phlebobranchia  |
|  |                 |
|  | Aplousobranchia |
|  |                 |

|  | Thaliacea                                                          |
|  |                                                                    |
|  | \| \| Phlebobranchia \| \| \| \| \| \| Aplousobranchia \| \| \| \| |
|  |                                                                    |
|  | Phlebobranchia                                                     |
|  |                                                                    |
|  | Aplousobranchia                                                    |
|  |                                                                    |

|  | Phlebobranchia  |
|  |                 |
|  | Aplousobranchia |
|  |                 |

|  | Thaliacea                                                          |
|  |                                                                    |
|  | \| \| Phlebobranchia \| \| \| \| \| \| Aplousobranchia \| \| \| \| |
|  |                                                                    |
|  | Phlebobranchia                                                     |
|  |                                                                    |
|  | Aplousobranchia                                                    |
|  |                                                                    |

|  | Phlebobranchia  |
|  |                 |
|  | Aplousobranchia |
|  |                 |

|  | Thaliacea                                                          |
|  |                                                                    |
|  | \| \| Phlebobranchia \| \| \| \| \| \| Aplousobranchia \| \| \| \| |
|  |                                                                    |
|  | Phlebobranchia                                                     |
|  |                                                                    |
|  | Aplousobranchia                                                    |
|  |                                                                    |

|  | Phlebobranchia  |
|  |                 |
|  | Aplousobranchia |
|  |                 |

|  | Thaliacea                                                          |
|  |                                                                    |
|  | \| \| Phlebobranchia \| \| \| \| \| \| Aplousobranchia \| \| \| \| |
|  |                                                                    |
|  | Phlebobranchia                                                     |
|  |                                                                    |
|  | Aplousobranchia                                                    |
|  |                                                                    |

|  | Phlebobranchia  |
|  |                 |
|  | Aplousobranchia |
|  |                 |

|  | Thaliacea                                                          |
|  |                                                                    |
|  | \| \| Phlebobranchia \| \| \| \| \| \| Aplousobranchia \| \| \| \| |
|  |                                                                    |
|  | Phlebobranchia                                                     |
|  |                                                                    |
|  | Aplousobranchia                                                    |
|  |                                                                    |

|  | Phlebobranchia  |
|  |                 |
|  | Aplousobranchia |
|  |                 |

|  | Thaliacea                                                          |
|  |                                                                    |
|  | \| \| Phlebobranchia \| \| \| \| \| \| Aplousobranchia \| \| \| \| |
|  |                                                                    |
|  | Phlebobranchia                                                     |
|  |                                                                    |
|  | Aplousobranchia                                                    |
|  |                                                                    |

|  | Phlebobranchia  |
|  |                 |
|  | Aplousobranchia |
|  |                 |

|  | Thaliacea                                                          |
|  |                                                                    |
|  | \| \| Phlebobranchia \| \| \| \| \| \| Aplousobranchia \| \| \| \| |
|  |                                                                    |
|  | Phlebobranchia                                                     |
|  |                                                                    |
|  | Aplousobranchia                                                    |
|  |                                                                    |

|  | Phlebobranchia  |
|  |                 |
|  | Aplousobranchia |
|  |                 |

|  | Thaliacea                                                          |
|  |                                                                    |
|  | \| \| Phlebobranchia \| \| \| \| \| \| Aplousobranchia \| \| \| \| |
|  |                                                                    |
|  | Phlebobranchia                                                     |
|  |                                                                    |
|  | Aplousobranchia                                                    |
|  |                                                                    |

|  | Phlebobranchia  |
|  |                 |
|  | Aplousobranchia |
|  |                 |

|  | Thaliacea                                                          |
|  |                                                                    |
|  | \| \| Phlebobranchia \| \| \| \| \| \| Aplousobranchia \| \| \| \| |
|  |                                                                    |
|  | Phlebobranchia                                                     |
|  |                                                                    |
|  | Aplousobranchia                                                    |
|  |                                                                    |

|  | Phlebobranchia  |
|  |                 |
|  | Aplousobranchia |
|  |                 |

|  | Thaliacea                                                          |
|  |                                                                    |
|  | \| \| Phlebobranchia \| \| \| \| \| \| Aplousobranchia \| \| \| \| |
|  |                                                                    |
|  | Phlebobranchia                                                     |
|  |                                                                    |
|  | Aplousobranchia                                                    |
|  |                                                                    |

|  | Phlebobranchia  |
|  |                 |
|  | Aplousobranchia |
|  |                 |

|  | Thaliacea                                                          |
|  |                                                                    |
|  | \| \| Phlebobranchia \| \| \| \| \| \| Aplousobranchia \| \| \| \| |
|  |                                                                    |
|  | Phlebobranchia                                                     |
|  |                                                                    |
|  | Aplousobranchia                                                    |
|  |                                                                    |

|  | Phlebobranchia  |
|  |                 |
|  | Aplousobranchia |
|  |                 |

|  | Thaliacea                                                          |
|  |                                                                    |
|  | \| \| Phlebobranchia \| \| \| \| \| \| Aplousobranchia \| \| \| \| |
|  |                                                                    |
|  | Phlebobranchia                                                     |
|  |                                                                    |
|  | Aplousobranchia                                                    |
|  |                                                                    |

|  | Phlebobranchia  |
|  |                 |
|  | Aplousobranchia |
|  |                 |

|  | Thaliacea                                                          |
|  |                                                                    |
|  | \| \| Phlebobranchia \| \| \| \| \| \| Aplousobranchia \| \| \| \| |
|  |                                                                    |
|  | Phlebobranchia                                                     |
|  |                                                                    |
|  | Aplousobranchia                                                    |
|  |                                                                    |

|  | Phlebobranchia  |
|  |                 |
|  | Aplousobranchia |
|  |                 |

|  | Thaliacea                                                          |
|  |                                                                    |
|  | \| \| Phlebobranchia \| \| \| \| \| \| Aplousobranchia \| \| \| \| |
|  |                                                                    |
|  | Phlebobranchia                                                     |
|  |                                                                    |
|  | Aplousobranchia                                                    |
|  |                                                                    |

|  | Phlebobranchia  |
|  |                 |
|  | Aplousobranchia |
|  |                 |

|  | Thaliacea                                                          |
|  |                                                                    |
|  | \| \| Phlebobranchia \| \| \| \| \| \| Aplousobranchia \| \| \| \| |
|  |                                                                    |
|  | Phlebobranchia                                                     |
|  |                                                                    |
|  | Aplousobranchia                                                    |
|  |                                                                    |

|  | Phlebobranchia  |
|  |                 |
|  | Aplousobranchia |
|  |                 |

|  | Thaliacea                                                          |
|  |                                                                    |
|  | \| \| Phlebobranchia \| \| \| \| \| \| Aplousobranchia \| \| \| \| |
|  |                                                                    |
|  | Phlebobranchia                                                     |
|  |                                                                    |
|  | Aplousobranchia                                                    |
|  |                                                                    |

|  | Phlebobranchia  |
|  |                 |
|  | Aplousobranchia |
|  |                 |

|  | Thaliacea                                                          |
|  |                                                                    |
|  | \| \| Phlebobranchia \| \| \| \| \| \| Aplousobranchia \| \| \| \| |
|  |                                                                    |
|  | Phlebobranchia                                                     |
|  |                                                                    |
|  | Aplousobranchia                                                    |
|  |                                                                    |

|  | Phlebobranchia  |
|  |                 |
|  | Aplousobranchia |
|  |                 |

|  | Thaliacea                                                          |
|  |                                                                    |
|  | \| \| Phlebobranchia \| \| \| \| \| \| Aplousobranchia \| \| \| \| |
|  |                                                                    |
|  | Phlebobranchia                                                     |
|  |                                                                    |
|  | Aplousobranchia                                                    |
|  |                                                                    |

|  | Phlebobranchia  |
|  |                 |
|  | Aplousobranchia |
|  |                 |

|  | Thaliacea                                                          |
|  |                                                                    |
|  | \| \| Phlebobranchia \| \| \| \| \| \| Aplousobranchia \| \| \| \| |
|  |                                                                    |
|  | Phlebobranchia                                                     |
|  |                                                                    |
|  | Aplousobranchia                                                    |
|  |                                                                    |

|  | Phlebobranchia  |
|  |                 |
|  | Aplousobranchia |
|  |                 |

|  | Thaliacea                                                          |
|  |                                                                    |
|  | \| \| Phlebobranchia \| \| \| \| \| \| Aplousobranchia \| \| \| \| |
|  |                                                                    |
|  | Phlebobranchia                                                     |
|  |                                                                    |
|  | Aplousobranchia                                                    |
|  |                                                                    |

|  | Phlebobranchia  |
|  |                 |
|  | Aplousobranchia |
|  |                 |

|  | Thaliacea                                                          |
|  |                                                                    |
|  | \| \| Phlebobranchia \| \| \| \| \| \| Aplousobranchia \| \| \| \| |
|  |                                                                    |
|  | Phlebobranchia                                                     |
|  |                                                                    |
|  | Aplousobranchia                                                    |
|  |                                                                    |

|  | Phlebobranchia  |
|  |                 |
|  | Aplousobranchia |
|  |                 |

|  | Thaliacea                                                          |
|  |                                                                    |
|  | \| \| Phlebobranchia \| \| \| \| \| \| Aplousobranchia \| \| \| \| |
|  |                                                                    |
|  | Phlebobranchia                                                     |
|  |                                                                    |
|  | Aplousobranchia                                                    |
|  |                                                                    |

|  | Phlebobranchia  |
|  |                 |
|  | Aplousobranchia |
|  |                 |

|  | Thaliacea                                                          |
|  |                                                                    |
|  | \| \| Phlebobranchia \| \| \| \| \| \| Aplousobranchia \| \| \| \| |
|  |                                                                    |
|  | Phlebobranchia                                                     |
|  |                                                                    |
|  | Aplousobranchia                                                    |
|  |                                                                    |

|  | Phlebobranchia  |
|  |                 |
|  | Aplousobranchia |
|  |                 |

|  | Thaliacea                                                          |
|  |                                                                    |
|  | \| \| Phlebobranchia \| \| \| \| \| \| Aplousobranchia \| \| \| \| |
|  |                                                                    |
|  | Phlebobranchia                                                     |
|  |                                                                    |
|  | Aplousobranchia                                                    |
|  |                                                                    |

|  | Phlebobranchia  |
|  |                 |
|  | Aplousobranchia |
|  |                 |

|  | Thaliacea                                                          |
|  |                                                                    |
|  | \| \| Phlebobranchia \| \| \| \| \| \| Aplousobranchia \| \| \| \| |
|  |                                                                    |
|  | Phlebobranchia                                                     |
|  |                                                                    |
|  | Aplousobranchia                                                    |
|  |                                                                    |

|  | Phlebobranchia  |
|  |                 |
|  | Aplousobranchia |
|  |                 |

|  | Thaliacea                                                          |
|  |                                                                    |
|  | \| \| Phlebobranchia \| \| \| \| \| \| Aplousobranchia \| \| \| \| |
|  |                                                                    |
|  | Phlebobranchia                                                     |
|  |                                                                    |
|  | Aplousobranchia                                                    |
|  |                                                                    |

|  | Phlebobranchia  |
|  |                 |
|  | Aplousobranchia |
|  |                 |

|  | Thaliacea                                                          |
|  |                                                                    |
|  | \| \| Phlebobranchia \| \| \| \| \| \| Aplousobranchia \| \| \| \| |
|  |                                                                    |
|  | Phlebobranchia                                                     |
|  |                                                                    |
|  | Aplousobranchia                                                    |
|  |                                                                    |

|  | Phlebobranchia  |
|  |                 |
|  | Aplousobranchia |
|  |                 |

## Anatomie a fyziologie

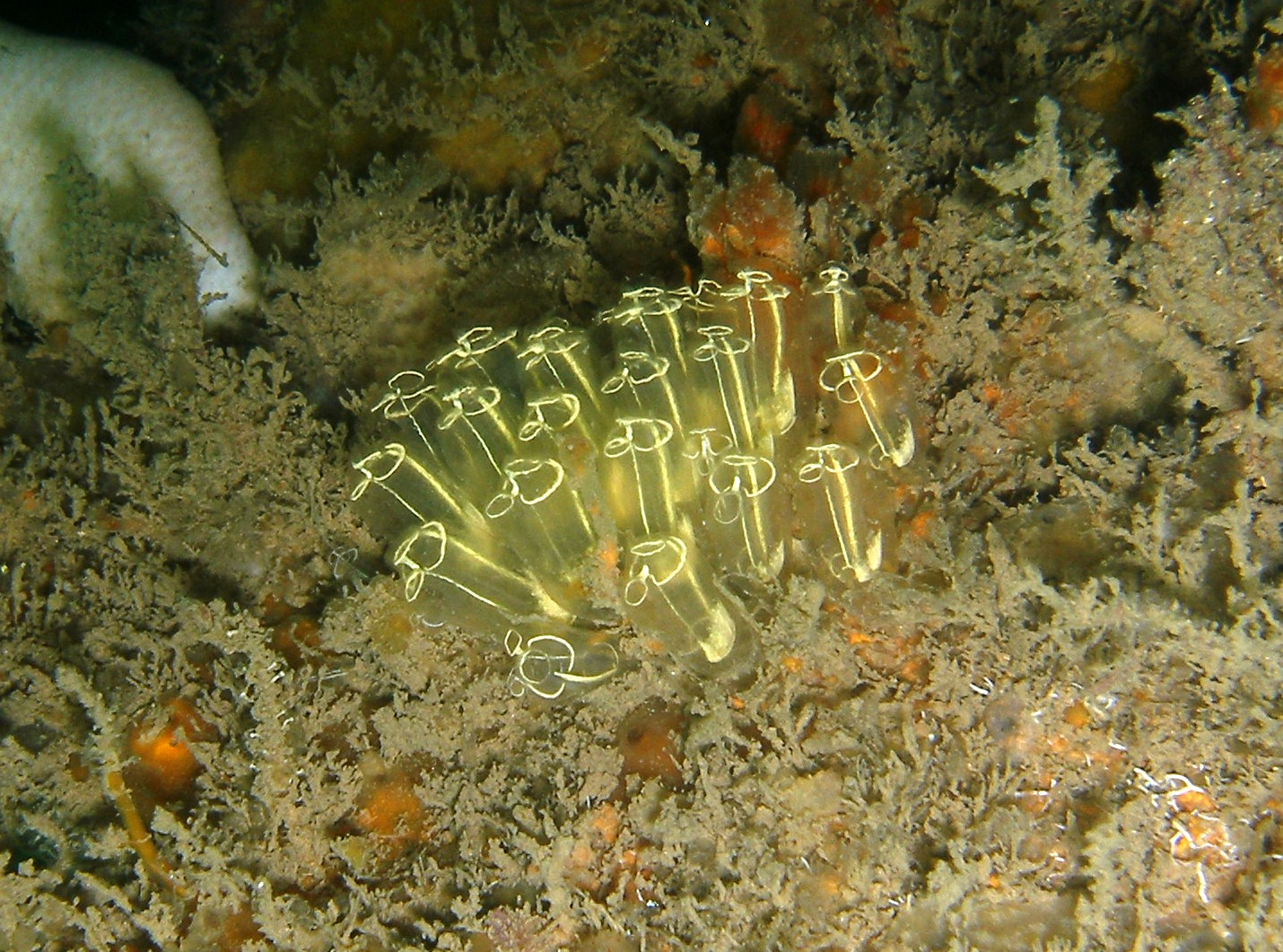
Kolonie výrazně zbarvené pospolitky svijonožcovité (Clavelina lepadiformis)

Pláštěnci jsou v mnohých ohledech vysoce odvozená skupina dvoustranně souměrných živočichů, respektive strunatců. V dospělosti mají druhotně zjednodušenou tělesnou stavbu, nicméně alespoň během larvální části životního cyklu se u jejich zástupců objevují všechny hlavní sdílené odvozené znaky strunatců, tj. struna hřbetní neboli notochord, žaberní štěrbiny, endostyl, neurální trubice a pravý ocas. Pláštěnci sami překvapivě sdílí pouze malé množství nesporných odvozených znaků. Nejdůležitějším je přítomnost povrchové tuniky, kterou tvoří polysacharid tunicin. Chemickým složením je podobný rostlinné celulóze, čímž je v živočišné říši výjimečný. Tunika slouží jako exoskelet, poskytuje podporu a ochranu měkkému tělu a někdy hostí i symbiotické bakterie. Tunika však nemusí mít jednoduchou nebuněčnou podobu, naopak často zahrnuje i amébocyty, krevní buňky, někdy přímo krevní cévy. Tuniku někdy vyztužují jehlice z uhličitanu vápenatého a namísto měkké a rosolovité může být tužší a kožovitá. Vršenky stálou tuniku postrádají, namísto ní syntetizují dočasnou schránku („domek“) s filtračním sítkem, kterou kolem sebe vytvarují pohyby ocasu. Specializované sekreční buňky vršenek se označují jako oikoplasty.
Tvar dospělců je velmi variabilní, častý je vznik kolonií charakteristických tvarů. Sumky žijí přisedle, ovšem jejich vakovitá těla nabývají rozmanitých tvarů, od mohutných solitérně žijících zástupců po ploché kolonie porůstající substrát. Zatímco solitérně žijící sumky, například zástupci rodů Ciona, Molgula a Styela, mohou v krajních případech měřit až 60 cm, koloniálně žijící druhy svedou pokrýt plochu až několika čtverečních metrů. Volně žijící salpy mají soudečkovité tělo s otvory na obou koncích a jejich délka činí 5 mm až 20 cm, ovšem jejich kolonie mohou nabývat mnohametrových délek. Naproti tomu vršenky měří typicky jen několik milimetrů, což z nich dělá nejen nejmenší pláštěnce, ale i nejmenší známé strunatce. Existují však i velké vršenky, jako rod Bathochordaeus, jehož zástupci dorůstají až 10 cm.

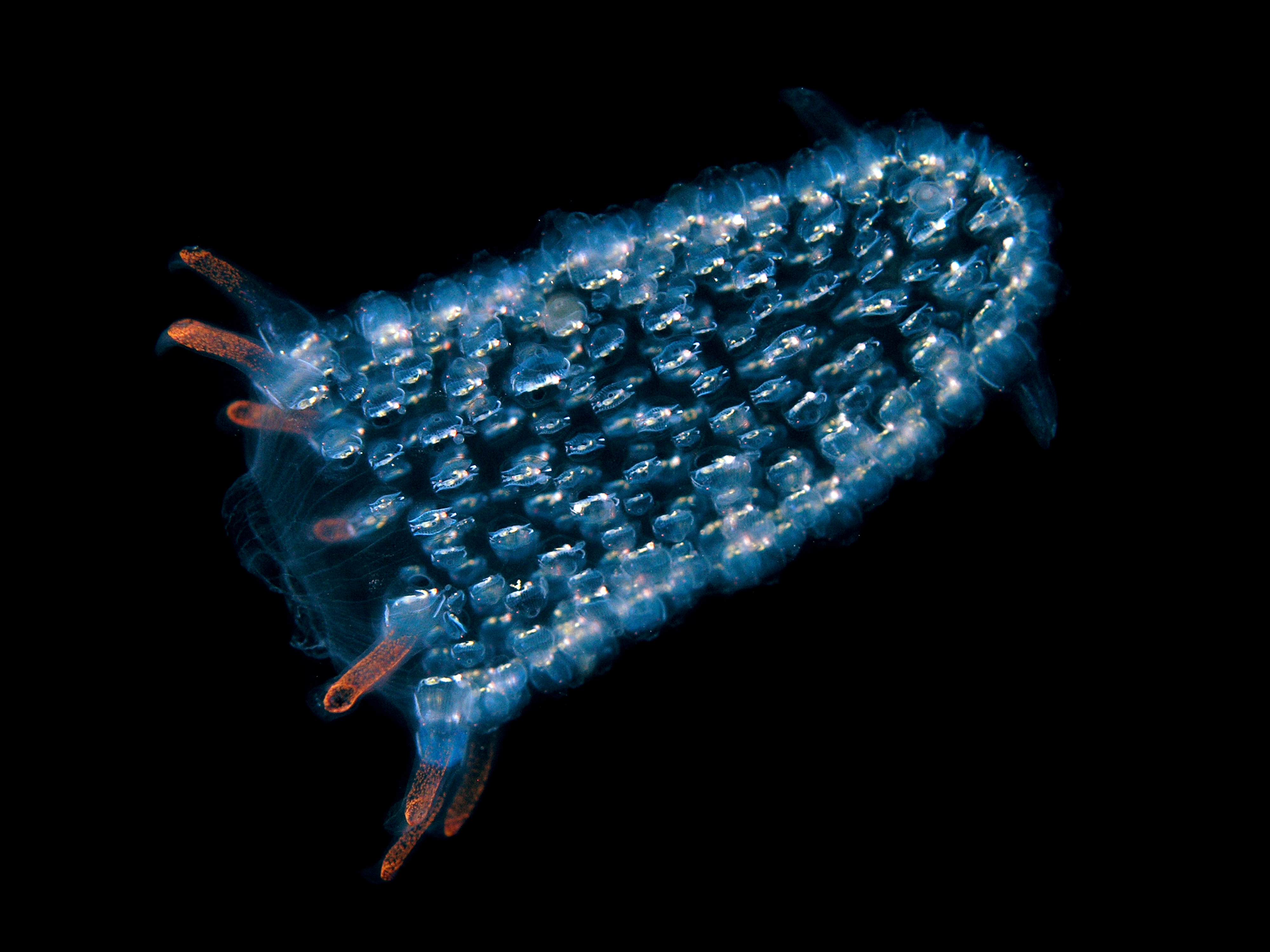
Kolonie ohnivek u ostrova Atauro

Zbarvení pláštěnců je často velmi výrazné. Sumky bývají pokládány za jedny z nejbarevnějších organismů v pobřežní zóně, kdy pestré barvy vytvářejí buďto pigmentové buňky v krvi, anebo symbiotické organismy (např. řasy). Některé sumky jsou dokonce průhledné, takže je možné pouhým okem spatřit vnitřní stavbu jejich těla; vnitřní ústrojí může být v takovém případě opět pestře zbarvené, jako například u rodu Clavelina, jenž vyniká růžovým endostylem. Kolonie ohnivek jsou výjimečné schopností bioluminiscence. Podle klasické hypotézy tuto schopnost zajišťují bakteriální symbionti, ovšem studie publikovaná v roce 2020 naznačuje, že ohnivka Pyrosoma atlanticum si kóduje vlastní luciferázu.

### Tělní dutina a oběhová soustava

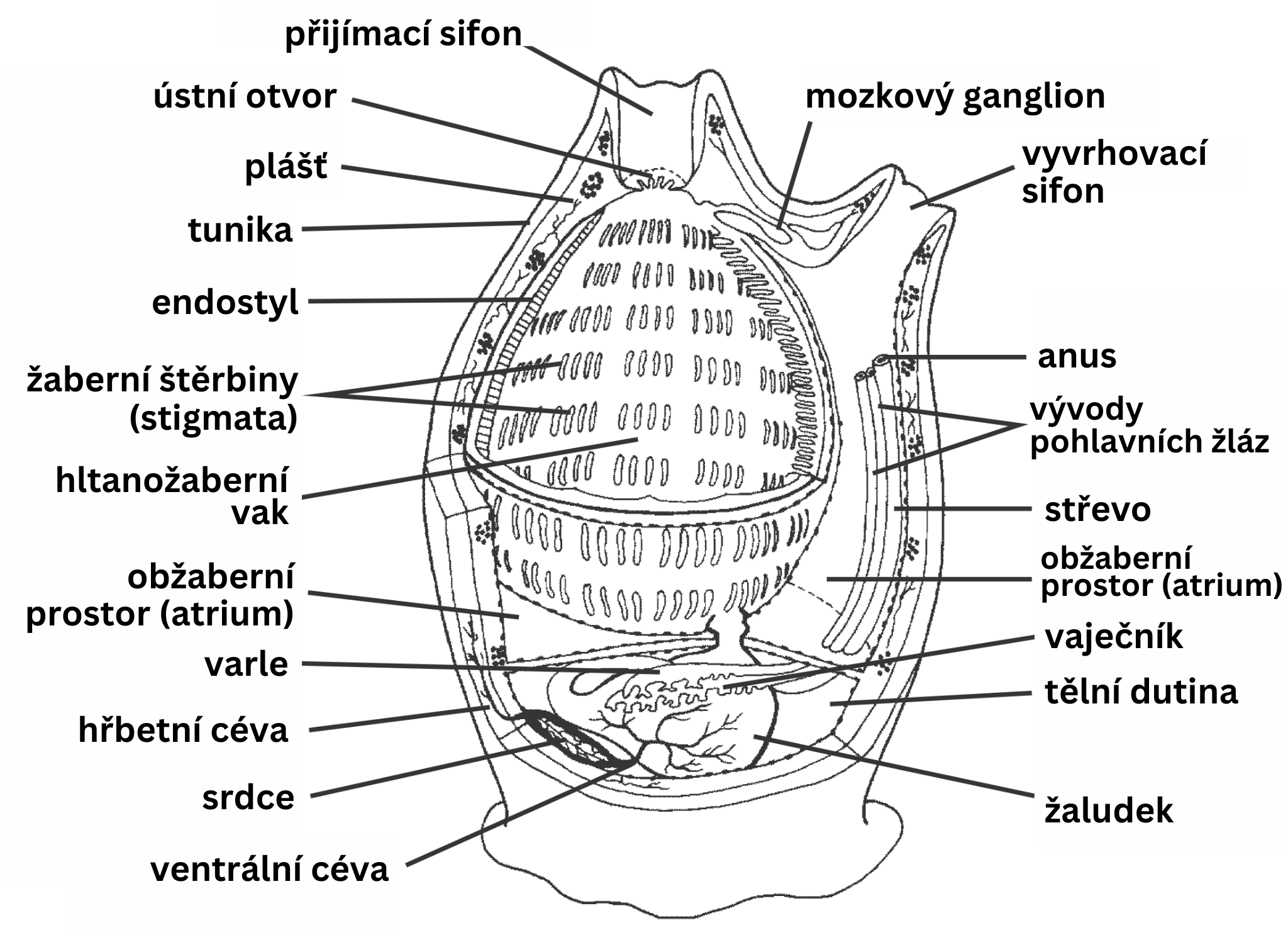
Vnitřní anatomie dospělé sumky

Vnitřní ústrojí dospělých pláštěnců je, jak již bylo řečeno, značně zjednodušené. Prakticky chybí tělní dutina neboli coelom, za jedinou coelomatickou dutinu je pokládán osrdečník. U některých sumek se ještě objevují vychlípeniny entodermu zvané epikardiální vaky, ovšem ty vznikají až v relativně pozdní ontogenezi. Oběhový systém zůstává slabě vyvinut, zejména u volně žijících salp a vršenek, a není uzavřený. Přisedlé sumky mají jednoduché tubulární srdce bez chlopní, které se lokalizuje v zadní části spodní strany těla (posteroventrálně). Srdce tvoří jediná vrstva myoepiteliálních buněk a jeho zvláštností je schopnost obrátit tok pumpované krve; srdeční stahy nejprve pumpují krev do orgánů a tuniky, po několika minutách se však krev vrátí stejnými cévami zpět do srdce. Ve srovnání s obratlovci nejsou cévy pláštěnců vystlány endotelem, jde spíše o prostory v pojivové tkáni.
Zajímavostí je, že pláštěnci v krvi aktivně kumulují těžké kovy včetně manganu, hořčíku, železa, molybdenu, niobu, tantalu, chromu a titanu, ale nejčastěji vanadu. Vanad pláštěnci skladují ve specializovaných krevních buňkách vanadocytech, a to ve značných koncentracích. Zatímco v mořské vodě činí koncentrace vanadu pouze 0,0003–0,003 ppm, u některých sumek činí koncentrace vanadu až 3 000 ppm. Společně s tunikátními buňkami obsahujícími kyselinu sírovou mohou mít vanadocyty obrannou funkci. Krev obsahuje také velké množství jiných buněčných typů, například amébocytů, které zřejmě pomáhají transportovat živiny či ukládat odpadní látky. K ukládání dusíkatých odpadních produktů slouží také epikardiální vaky (odškrcují se od nich tzv. ledvinové váčky) a snad i některé další specializované krevní buňky (nefrocyty), ovšem vylučování zajišťuje zejména prostá difuze. Vyjma vylučovací soustavy chybí i specializovaná dýchací soustava.

### Filtrační aparát a trávicí soustava

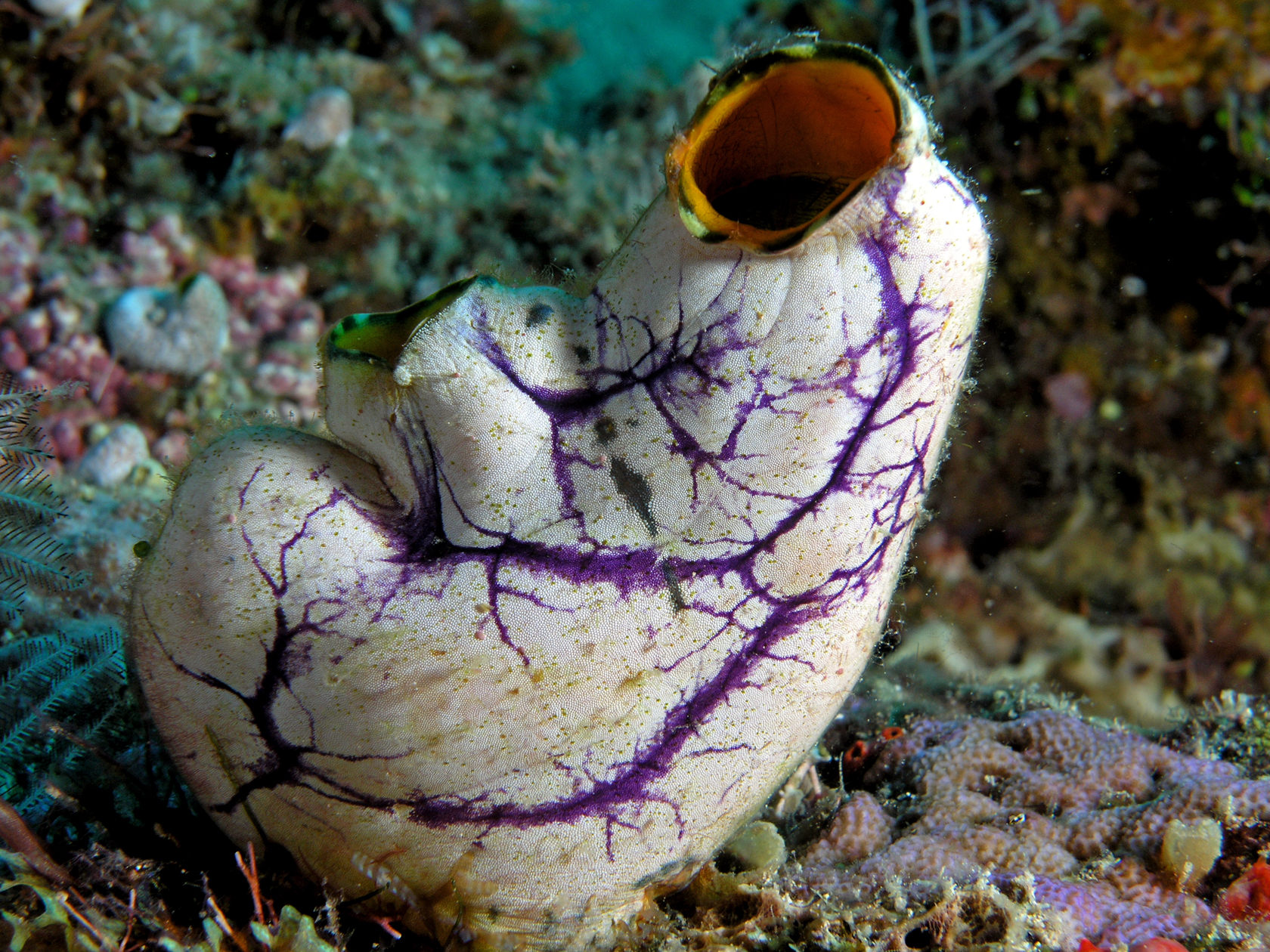
Sumka Polycarpa aurata s výraznými přijímacími a vylučovacími sifony (Národní park Komodo)

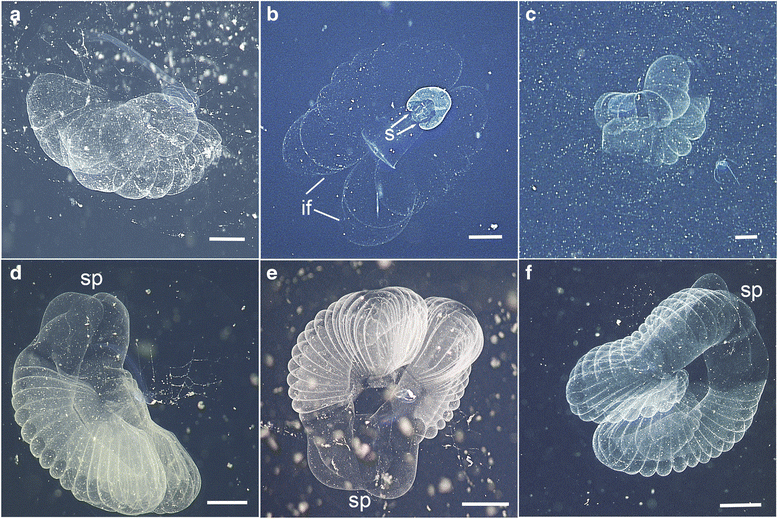
Obří vršenky rodu Bathochordaeus

Trávicí soustavě pláštěnců dominuje filtrační hltanožaberní vak, tj. mohutný hltan se žaberními štěrbinami neboli stigmaty. Každé stigma obklopuje u sumek asi sedm prstenců úzkých obrvených buněk. Hltan pokrývají různé rýhy a lišty podílející se na filtraci potravy z vody, z nichž nejdůležitější je podélný útvar endostyl na jeho ventrální straně, který představuje homolog obratlovčí štítné žlázy. Jeho úlohou je koncentrace jódu a sekrece slizové sítě, jež zachycuje částečky potravy. Hlen s částečkami potravy je následně posouván do tzv. dorzální laminy, která jej dále transportuje do trávicí trubice. Ta pokračuje krátkým jícnem, žaludkem a stočeným střevem. Přidružují se k ní i některé žlázy, přičemž se žaludkem asociuje zvláště tzv. pylorická žláza v podobě sítě malých trubiček podél střeva (možný sdílený odvozený znak pláštěnců). Vstup do hltanožaberního vaku zajišťuje přijímací sifon, krátký kanál a ústa obklopená chapadélky. Řitní otvor i stigmata, jimiž odchází přefiltrovaná voda, ústí do kloakální části obžaberního prostoru, která zase ústí na povrch vylučovacím sifonem.
Mezi jednotlivými skupinami pláštěnců existují ve stavbě filtračního aparátu výrazné rozdíly od tohoto idealizovaného schématu. Zatímco u sumek se přijímací sifon nachází v přední části těla a vylučovací sifon v části předozadní, u salp je vylučovací sifon v zadní části (sifony se obecně orientují tak, aby nemířily směrem k substrátu a také v takovém úhlu, aby přijímací sifon opětovně nenasál vyloučenou vodu). U salp také došlo k výrazné redukci počtu žaberních štěrbin, často jen na jeden velký otvor po obou stranách hltanožaberního koše. Vršenky kompletně redukovaly obžaberní prostor, filtraci zajišťují vytvářenými schránkami (u rodu Bathochordaeus až 1 m velkými). Hltanožaberní koš redukovali zástupci čeledi Octacnemidae a původní třídy Sorberacea, zatímco rodu Kowalevskaia chybí endostyl.

### Nervová soustava a pohyb

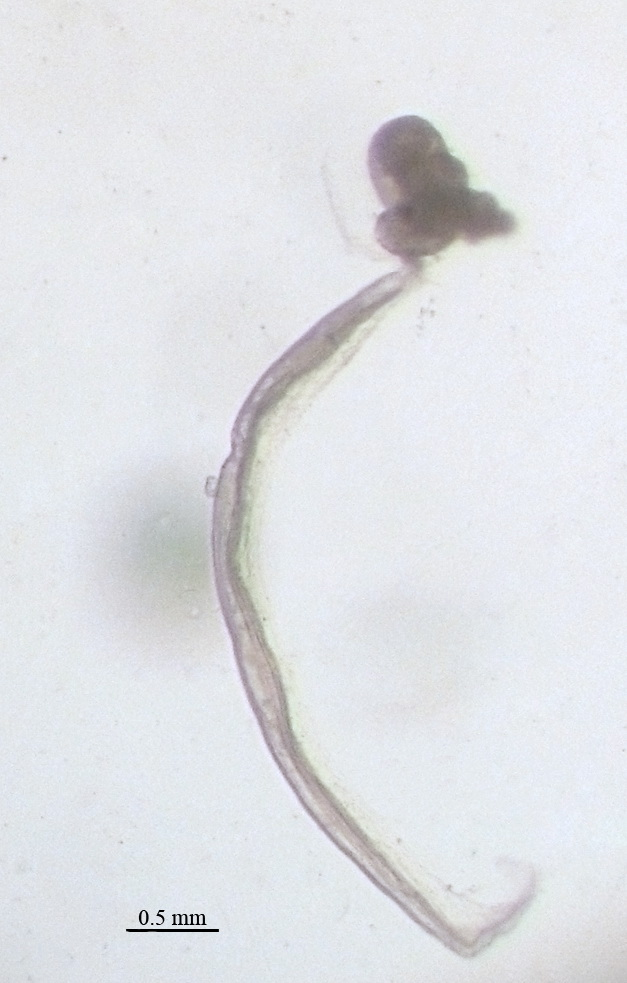
Vršenky jsou jediní pláštěnci, kteří si do dospělosti ponechávají a k pohybu využívají ocas (zde vršenka jednopohlavní, odb. Oikopleura dioica)

Nervový systém dospělců je zejména u přisedlých zástupců velmi jednoduchý. Centrální nervová soustava se skládá z mozkového ganglia na „hřbetní“ straně hltanu, z nějž vycházejí řady párových i nepárových nervů, které zajišťují inervaci různých částí těla, zejména svalů a přijímacího a vyvrhovacího sifonu. Složitější nervový systém, podobný níže popsané nervové soustavě larev, mají volně žijící vršenky. U většiny pláštěnců se mezi mozkem a předozadní částí hltanu nachází ještě tzv. neurální či subneurální žláza. Ta přes obrvenou nálevku ústí do hltanu a je přes ní přečerpávána voda do cévního systému, její funkce však zůstává nejistá. Buňky neurální žlázy jsou buď kvádrového nebo nepravidelného tvaru a lze v nich pozorovat řadu membránových váčků.
Zejména pro přisedle žijící druhy je důležitá mechanorecepce, u pláštěnců vzhledem k rudimentárnosti nervové soustavy překvapivě dobře rozvinutá. Nejcitlivější částí těla je u dospělých sumek a salp sifon; například u sumek z rodu Corella každý sifon nese přibližně 8 000 primárních smyslových buněk. Poněvadž receptory překrývá tunika, její různá tloušťka čití ovlivňuje. Smyslové buňky nemusí být u pláštěnců lokalizovány pouze rozptýleně nebo v malých shlucích, ale mohou tvořit i mnohobuněčné smyslové orgány, jako je tzv. kupulární orgán (cupular organ) objevený v atriálním plášťovém epitelu sumky trubičkovité (Ciona intestinalis). Díky němu detekují blízké vibrace a proudění vody. U většiny pláštěnců se objevuje také tzv. koronální orgán (coronal organ), který také zajišťuje klíčovou roli mechanorecepce v rámci přijímacího sifonu, resp. chapadélek; ovšem v tomto případě jej tvoří sekundární smyslové buňky, které vzruchy do centrálního nervového systému vedou nikoli přímo, ale zprostředkovaně. Vyjma mechanoreceptorů se u pláštěnců objevují i jiné smyslové orgány, jako je rhabdomerický fotoreceptor u salp či georeceptor u vršenek.
Pohyb zajišťují pásy svalstva pod pokožkou (často ve vrstvě mezenchymu), u jednotlivých skupin pláštěnců však pracují jiným způsobem. Sumky mají svaly orientovány tak, aby jimi uzavřely sifony a přimkly je níže k tělu. U salp sifony leží proti sobě a svaly pracují tak, že jimi přečerpávají vodu. To umožňuje jak efektivní filtraci, tak pohyb dopředu na bázi proudového motoru. Svaly u salp mají buďto tvar uzavřených obrouček (salpy kruhosvalé), anebo jsou na břišní straně přerušené (salpy pásosvalé). Kolonie ohnivek se spoléhají zejména na pohyb zprostředkovaný řasinkami. Koordinovaný pohyb ocasu u vršenek zajišťují postranní svalové buňky duálně inervované cholinergními (excitačními) a GABAergními (inhibičními) nervovými zakončeními.

### Rozmnožovací soustava a vývoj

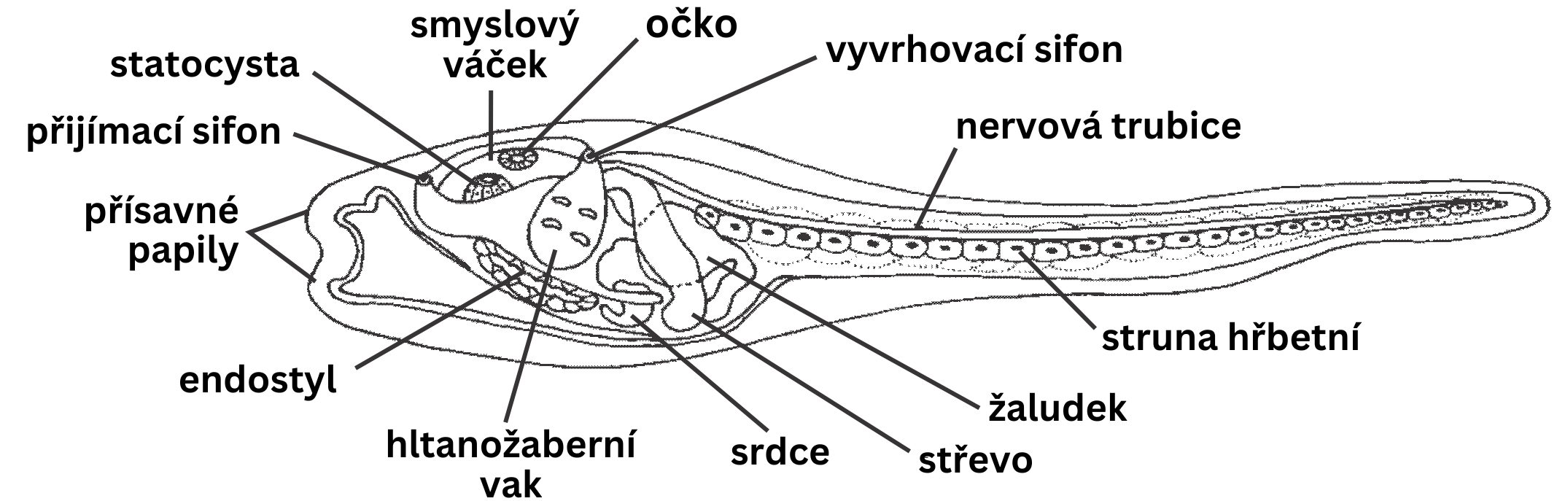
Larva sumky

Pláštěnci mají jednoduše stavěný rozmnožovací systém, který tvoří jeden či více vaječníků a varlat, anebo gonády smíšeného typu známé jako ovotestis. Oplození probíhá vně těla (výjimkou budiž salpovci). Vývody pohlavních žláz se otevírají do kloakální části atria. V případě vršenek se pohlavní buňky uvolňují protržením tělní stěny a takový jedinec následně hyne. Pláštěnci jsou převážně hermafrodité, z gonochoristů lze jmenovat např. vršenku jednopohlavní (Oikopleura dioica). Ta je zajímavá i skutečností, že celou samičí zárodečnou linii tvoří jediná mnohojaderná buňka. Navzdory obojetnosti se pláštěnci dovedou bránit potenciálně nevýhodnému samooplození, například prostřednictvím nekompatibility pohlavních buněk jednoho jedince, anebo sekvenčního hermafroditismu. První způsob byl zaznamenán např. u sumky trubičkovité, druhý např. u zřasenky středomořské (Botryllus schlosseri), která spermie vylučuje jeden až dva dny po oocytech. K rozmnožování dochází sezónně i celoročně, ze zaznamenaných pravděpodobných synchronizačních mechanismů lze zmínit střídání světla a tmy. Některé druhy se dožívají i relativně vysokého věku, ze solitérně žijících sumek se např. sumka obecná (Ascidia mentula) dožívá asi 7 let.
Vývoj typicky zahrnuje larvální stádium – nejznámější je larva sumek, na níž lze pozorovat všechny hlavní sdílené odvozené znaky strunatců. Ontogeneze pláštěnců byla studována do velkých detailů; lze shrnout, že rýhování je bilaterální (dvoustranně souměrné) a holoblastické (totální) a vzniknuvší coeloblastula gastruluje invaginací (tj. dochází ke vchlípení duté blastuly). Z blastomer izolovaných ze čtyř i osmibuněčného stadia se larva nevyvíjí, což svědčí pro striktně regulovaný vývoj. Larva sumek vzhledem připomíná pulce, měří několik milimetrů a zachovává si ocas. Struna hřbetní má tvar protáhlé tyčinky, kterou tvoří jedna vrstva epitelu, kolagenový obal a vnitřní nebuněčná hmota. Struna hřbetní vyztužuje ocas, jehož pohyb zajišťují postranní příčně pruhované svalové buňky (propojené mj. mezerovými spoji). Ocas u všech druhů nemusí být orientován rovnoběžně s tělem. Larva má již vyvinutý přijímací otvor na hřbetě i hltan se žaberními štěrbinami, nicméně úplná trávicí soustava včetně řitního otvoru se vyvíjí jen u koloniálních sumek. Objevují se krevní buňky i rudimentární srdce, které u některých koloniálních druhů bije a v takovém případě – podobně jako u dospělců – pumpuje krev obousměrně. Nervovou soustavu tvoří tři základní elementy, a sice hřbetní nervová trubice, smyslový váček (s očkem a otolitem) a viscerální ganglion. Podobně jako dospělci, i larvy mají tuniku, již však překrývá vnitřní i vnější kutikula. V přední části těla má larva pár přísavných papil, jimiž se následně přichycuje k substrátu. Při metamorfóze dochází k radikální přestavbě tělesného plánu. Podélná osa těla se vlivem přichycení k podkladu otočí o 90°, dojde k rozpadu struny hřbetní, resorpci ocasu i degeneraci původní nervové soustavy (a jejím nahrazením nově vzniklým adultním nervovým centrem), masivně se naopak rozvíjí hltan a atrium. Larvy bývají krátkověké, nejdéle žijí asi 48 hodin; u hlubokomořské Megalodicopia hians ale až 3 měsíce.

#### Další životní strategie a kolonialita

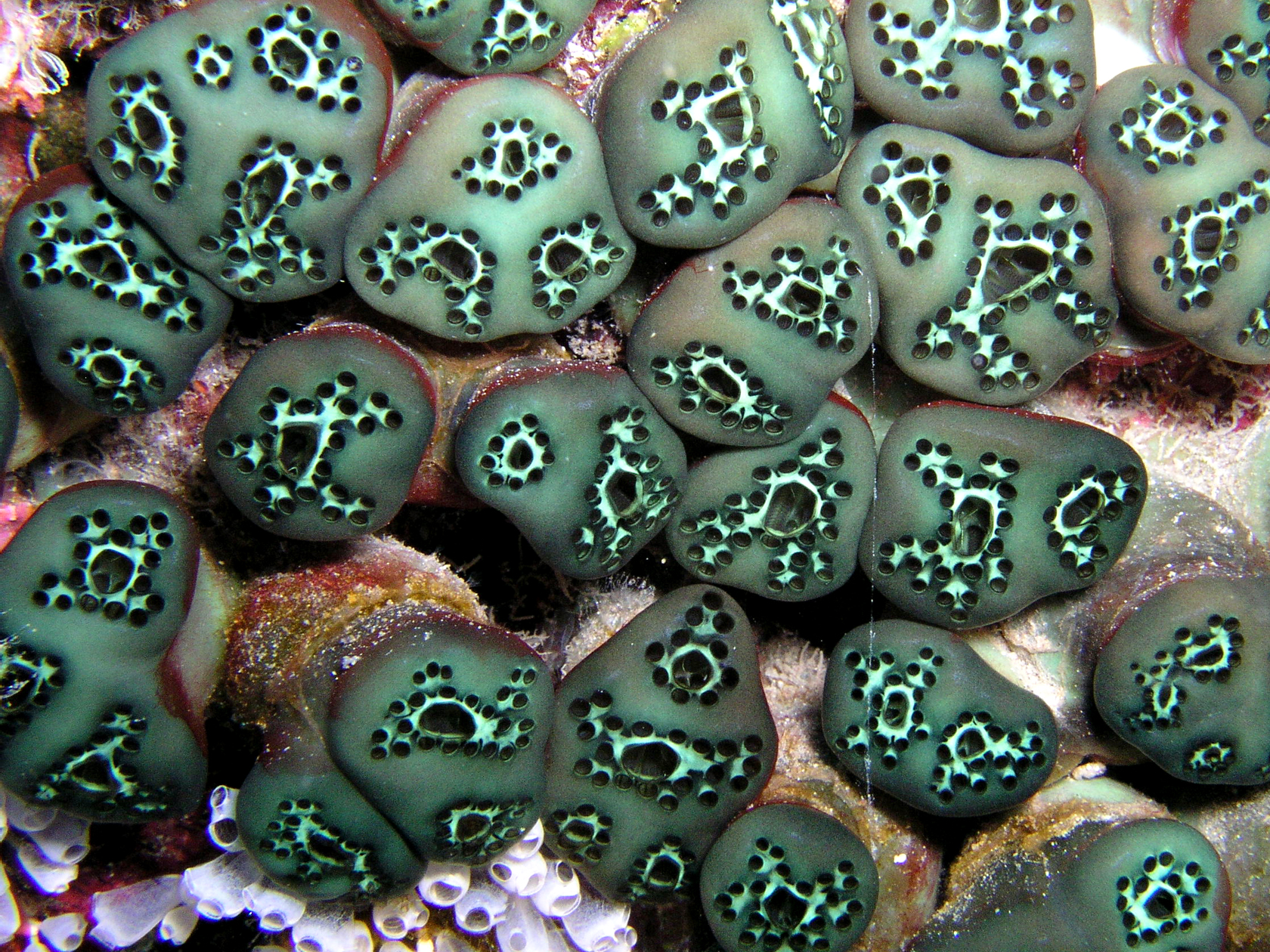
Koloniální sumky

Řada linií pláštěnců má životní cykly komplikovanější, typicky spojené se životem v koloniích a nepohlavním rozmnožováním. Pláštěnci jsou jediní strunatci, kteří se mohou rozmnožovat jak pohlavně, tak nepohlavně pučením. Kolonie vzniklé nepohlavním rozmnožováním však nelze zaměňovat s koloniemi postavenými na hustých shlucích různých jedinců.
V případě koloniálních, nepohlavně se rozmnožujících sumek se z jejich pohlavně vzniklé larvy vyvíjí tzv. oozoid, na němž pučením vznikají dceřiné blastozoidy – a ty následně opětovně pučí a kolonie se rozrůstá. U některých rodů, jako je Clavelina, probíhá pučení na stvolech neboli stolonech, u jiných pupeny vznikají z epikardiálních vaků, střeva, gonád či pokožky. Zooidi zřasenek sdílejí společnou kloakální dutinu, takový fenomén se nazývá synascidie. Komunikaci mezi zooidy zprostředkovávají spíše epitelové buňky podél cév (schopné vysílat elektrické impulsy) nežli specializovaný nervový systém. Tvorba kolonií byla hojně studována zejména u zřasenky středomořské, jež podstupuje generační obměnu, a to v periodických intervalech asi jednoho týdne (při teplotě vody asi 20 °C). Kolonie této zřasenky mohou dokonce chiméricky fúzovat, ovšem oba jedinci musí v takovém sdílet alespoň jednu alelu na vysoce polymorfním lokusu fuhc – sumky tak dovedou rozeznávat vlastní a cizí tkáně, což je fenomén spojovaný zejména s obratlovci. Někdy dochází i k dalšímu raritnímu fenoménu, a sice resorpci larev rodičovskou kolonií, s nahrazením zárodečné linie dospělců zárodečnou linií larvální.

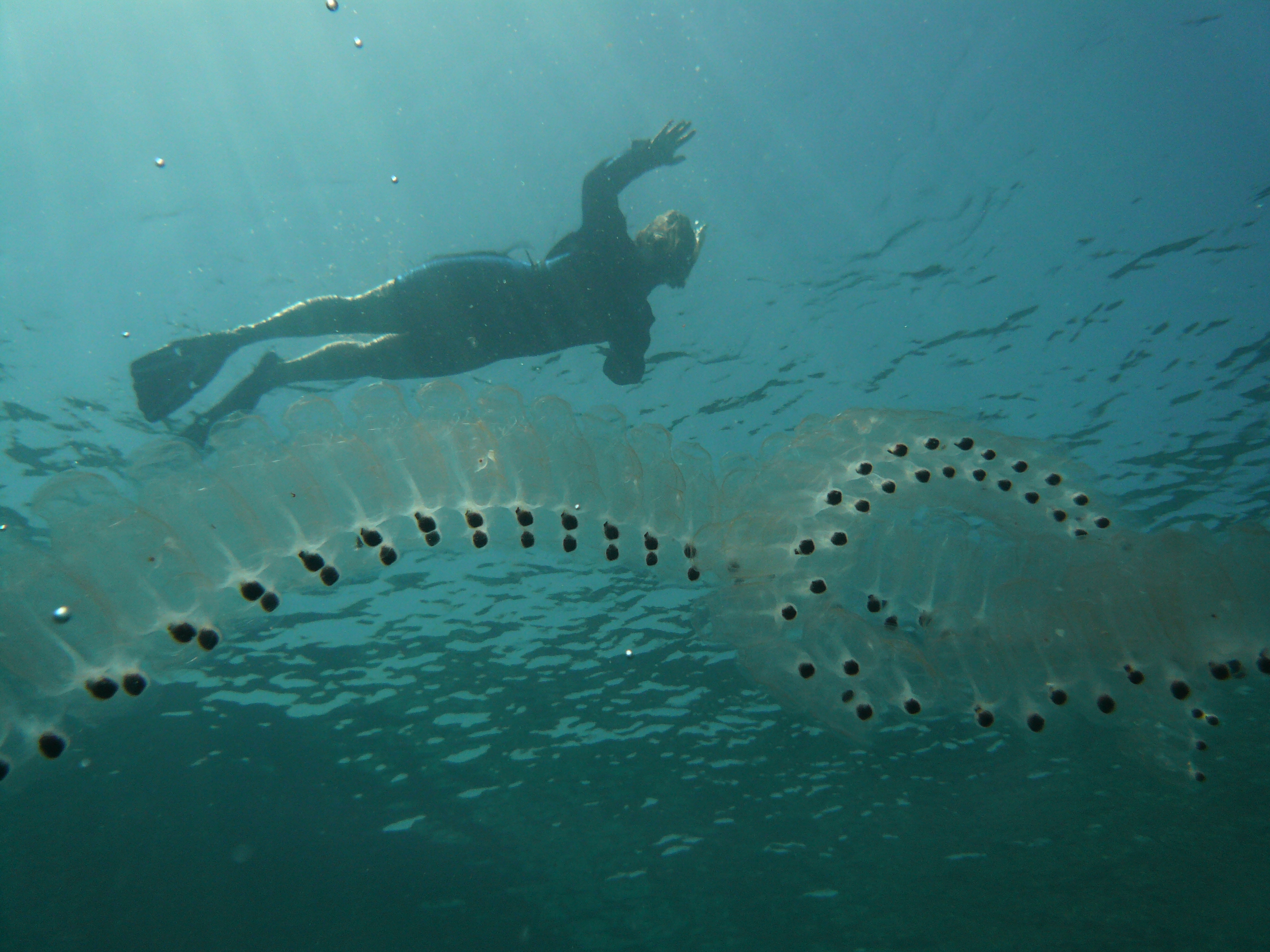
Kolonie salp s lidským potápěčem v pozadí

Vzhledem k nepohlavnímu rozmnožování zejména koloniální pláštěnci vynikají výraznou schopností regenerace. Obnovu tkání zajišťují kmenové buňky cirkulující v cévním systému, k obnovení celého zooidu může dojít jen na základě malého kousku tkáně. Solitérní sumky Polycarpa mytiligera se podobně jako sumýši brání vyvržením útrob, s následnou regenerací.
Někteří pláštěnci opustili vývoj přes planktonní larvu zcela – ze sumek například rod Molgula. Volně plovoucí larvy postrádají také salpy, ačkoli jejich dospělci žijí pelagicky. Vývoj těchto odvozených pláštěnců je však velmi komplikovaný a střídá pohlavní i nepohlavní generace – oozooid vzniklý pohlavním rozmnožováním vytváří na tzv. pupenotvorném stvolu (stolo prolifer) dceřiné blastozoidy, již se následně hromadí nejčastěji na tzv. hřbetním stvolu (stolo dorsalis). Výsledná kolonie se vyznačuje funkční specializací jednotlivých zooidů, někdy se může od mateřského oozoidu také osamostatnit. Tzv. gonozoidi zajišťují pohlavní rozmnožování, jež uzavírá tuto složitou rodozměnu. I samotné pohlavní rozmnožování však zůstává proměnlivé. Kruhosvalí neboli dolioly mají ocasaté larvy, ale ty nežijí volně, ale v kutikulárním pouzdru. Salpovci zase vynikají raritním vnitřním oplozením a následnou výživou zárodků prostřednictvím „placenty“ ve vejcovodu. Ohnivky jsou výjimečné vývojem bez larvy, při němž oozoid ještě v embryonálním stádiu vytváří první generaci blastozoidů (stádium známé jako tetrazoid). Dalším pučením nakonec vzniká jakýsi protáhlý válec se společnou kloakální dutinou.

## Evoluce

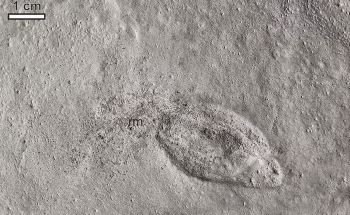
Finkoella

Předkové či první zástupci pláštěnců možná existovali již během prekambria, ovšem fosilní nálezy této skupiny jsou raritní záležitostí a jejich interpretace zároveň zůstává často sporná. Chabé množství fosilií může představovat důsledek toho, že pláštěnci mají měkké tělo, které fosilizuje jen vzácně. Ovšem jejich absence i v nalezištích s jinak velmi dobře dochovanými pozůstatky organismů s měkkým tělem, jaké poskytují burgesské nebo maotchienšanské břidlice, může nasvědčovat skutečnosti, že během paleozoika šlo o skupinu jen málo diverzifikovanou, možná funkčně nahrazovanou jinými mořskými filtrátory (houbovci, ramenonožci), anebo s omezeným geografickým rozšířením.
Jedněmi z nejstarších pláštěnců mohou být rody Finkoella a Pharyngomorpha, které byly popsány na základě otisků z mořských sedimentů na Ukrajině. Odhadované stáří 557 milonů let je klade ještě do doby tzv. ediakarské fauny, která předcházela jak slavné kambrické explozi, tak eonu fanerozoika, jenž započal před asi 540 miliony lety. O něco mladší je rod Burykhia, jenž pochází z blízké lokality severního Ruska a jehož stáří je odhadováno na asi 555 milionů let; anebo rod Ausia z ediakarského souvrství Nama, které leží v jihozápadní Africe. První jednoznačně identifikovatelný pláštěnec je nicméně až kambrijský rod Shankouclava. Ten pochází z naleziště poblíž čínského Kchun-mingu, je starý asi 520 milionů let a celá plejáda morfologických znaků svědčí pro skutečnost, že šlo o organismus podobný sumce.

V případě druhů s tunikou vyztuženou vápenatými jehlicemi se tyto útvary mohly dochovat jako mikrofosilie, které se ve fosilním záznamu objevují zhruba od spodní jury. Z roku 2018 pochází popis nového řádu údajných pláštěnců Khmeriamorpha, který se ve fosilním záznamu objevuje od konce středního permu až do začátku svrchního triasu (přežil tedy velké permské vymírání). Tyto organismy se vyznačovaly kostrou z vápenatých desek, které podle jedné z interpretací snad propojoval pantový mechanismus, jenž otevíral ústí sifonu. Vápenaté jehlice pak mají představovat odvozenou redukovanou podobu původní podstatně ucelenější kostry.

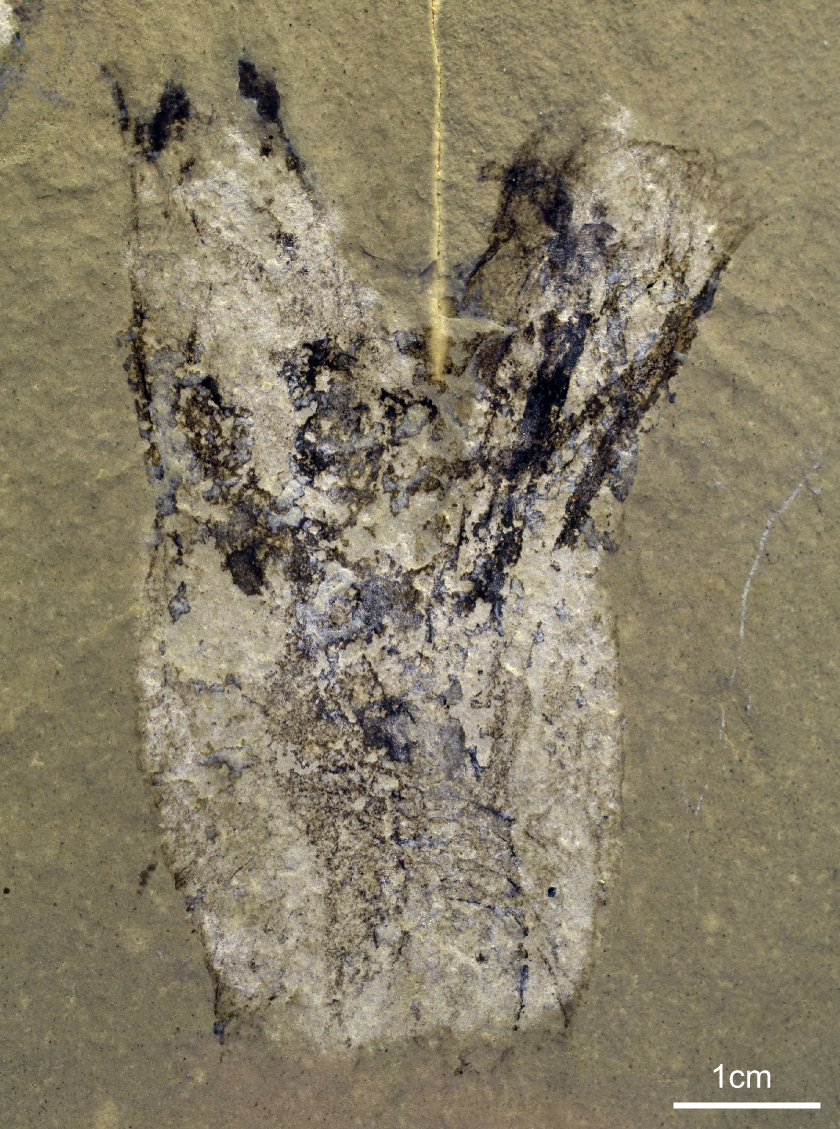
Megasiphon

Pláštěnci představují skupinu sesterskou vůči obratlovcům – zvažované homologie a podobnosti mezi oběma skupinami (tedy v rámci kladu Olfactores) existují nejen na genetické úrovni. Poslední společný předek pláštěnců a obratlovců zřejmě sdílel neurogenní plakody, z nichž vznikají senzorické orgány obratlovců. Mohl také sdílet buňky homologické buňkám neurální lišty; tento „čtvrtý zárodečný list“ je jedním z nejvýznamnějších znaků obratlovců a dává vzniknout mnohým strukturám jejich těl, mj. se výrazně podílí na vzniku hlavy. Za hlavní kandidáty na homology vůči obratlovčím strukturám původem z neurální lišty patřily bipolární neurony v ocasu larev (vůči spinálním gangliím obratlovců) a pigmentové senzorické buňky ve smyslovém váčku larev (vůči pigmentovým buňkám obratlovců). Podporu si získal spíše druhý názor, např. podle studie z roku 2024 buněčná linie vytvářející senzorické pigmentové buňky vytváří i progenitory nervových buněk – a neurální lišta se výrazně podílí právě na formování nervové soustavy obratlovců. Podle jedné komplikovanější hypotézy má určitá buněčná linie vznikající z bočních částí neurální ploténky sumky vlastnosti společné jak s buňkami neurální lišty, tak s tzv. neuromesodermal progenitors obratlovců (další buněčná linie schopná vytvářet ektodermální i mezodermální buňky; ty se podílejí na tvorbě míchy a somitů v zadní části embrya během jeho pozdního vývoje).

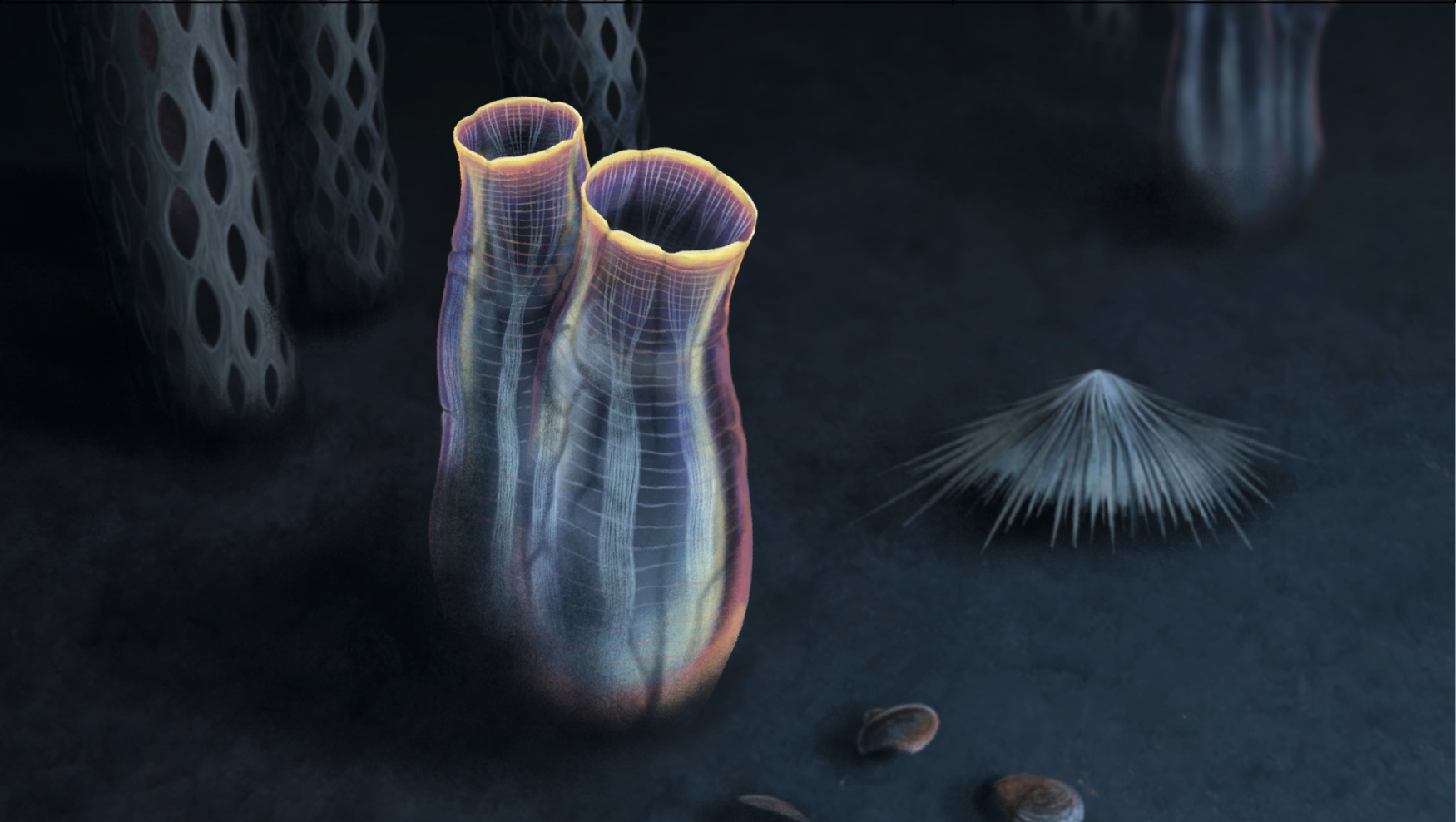
Rekonstrukce rodu Megasiphon

Z konkrétních struktur může například neurální žláza pláštěnců představovat homologii vůči adenohypofýze obratlovců, podobně vláskové buňky vnitřního ucha obratlovců sdílejí několik vývojových, morfologických a funkčních podobností s mechanoreceptory pláštěnců. Nejvýraznější odvozený znak pláštěnců a jejich hlavní evoluční inovaci, schopnost syntetizovat tunicin, předkové těchto živočichů pravděpodobně získali horizontálním přenosem genů pro celulóza-syntázu z genomu aktinobakterií.
Rekonstrukce evoluční historie pláštěnců se potýká s mnohými úskalími. Stavba těla v rámci této skupiny zůstává dosti konzervativní, ovšem rychlost molekulární evoluce je nezvykle vysoká, u vršenek dokonce jedna z nejvyšších v živočišné říši. Mitochondriální genom také postihují časté přestavby (pozorované i u druhů řazených do stejného rodu), jaderný pak časté rozdíly v počtu genů a organizaci intronů. Mezi pláštěnci se mj. etablují druhy s mimořádně malým genomem, kdy 72 Mb u vršenky jednopohlavní tvoří dolní hranici mezi strunatci. Atypický průběh molekulární evoluce lze představit např. na vývoji Hox genů, které se u živočichů podílejí na regulaci vývoje předozadní osy těla. Typicky se lokalizují ve shlucích na jediném chromozomu, u pláštěnců se však tyto shluky „rozpadají“: konkrétně u sumky trubičkovité bylo identifikováno pouze devět genů Hox, z nichž se sedm lokalizuje na jednom a dva na jiném chromozomu.
Pochopení příbuzenských vztahů mezi pláštěnci pomáhá osvětlit evoluci jejich tělního plánu. Postavení salp jakožto vnitřní skupiny sumek jednoznačně ukazuje na druhotně pelagický životní styl. Problematičtější je situace u vršenek. Ty byly podle některých starších interpretací pokládány za učebnicový příklad neotenie – měly se odvozovat od plovoucích larev přisedlých forem. Jejich pozice jako sesterského taxonu vůči ostatním pláštěncům však otevírá možnost, že znaky dospělých vršenek připisované neotenické evoluci, tj. struna hřbetní v dospělosti, absence atria a pelagický životní styl, mohou být spíše plesiomorfiemi. Poslední společný předek dnešních pláštěnců tedy mohl být buď přisedle žijící tvor podobný sumkám (s následnou odvozenou podobou vršenek), ale také volně žijící tvor podobný vršenkám. Roku 2023 byl popsán sumkám podobný rod Megasiphon, jenž údajně předcházel společnému předkovi pláštěnců (šlo by o zástupce tzv. kmenové skupiny), což by nasvědčovalo spíše první hypotéze. Od základního, sumkám podobného tělního plánu starého alespoň 500 milionů let, by se při takovém pohledu odvozovaly jak salpy, tak vršenky. Jedna ze studií molekulárních hodin odhaduje divergenci vršenek od ostatních pláštěnců do doby před asi 450 miliony lety, odštěpení kladu zahrnujícího salpy, pospolitky a pravé sumky pak do doby před asi 390 miliony lety. Evoluci tělních plánů provázely časté modifikace hltanožaberního vaku, ať už jeho využití pro tryskový pohon u salp, nebo jeho zjednodušení např. v souvislosti s kolonialitou. Ta se u sumek vyvinula několikrát nezávisle na sobě, přičemž preadaptaci pro kolonialitu snad mohla představovat schopnost regenerace.

## Výskyt a diverzita

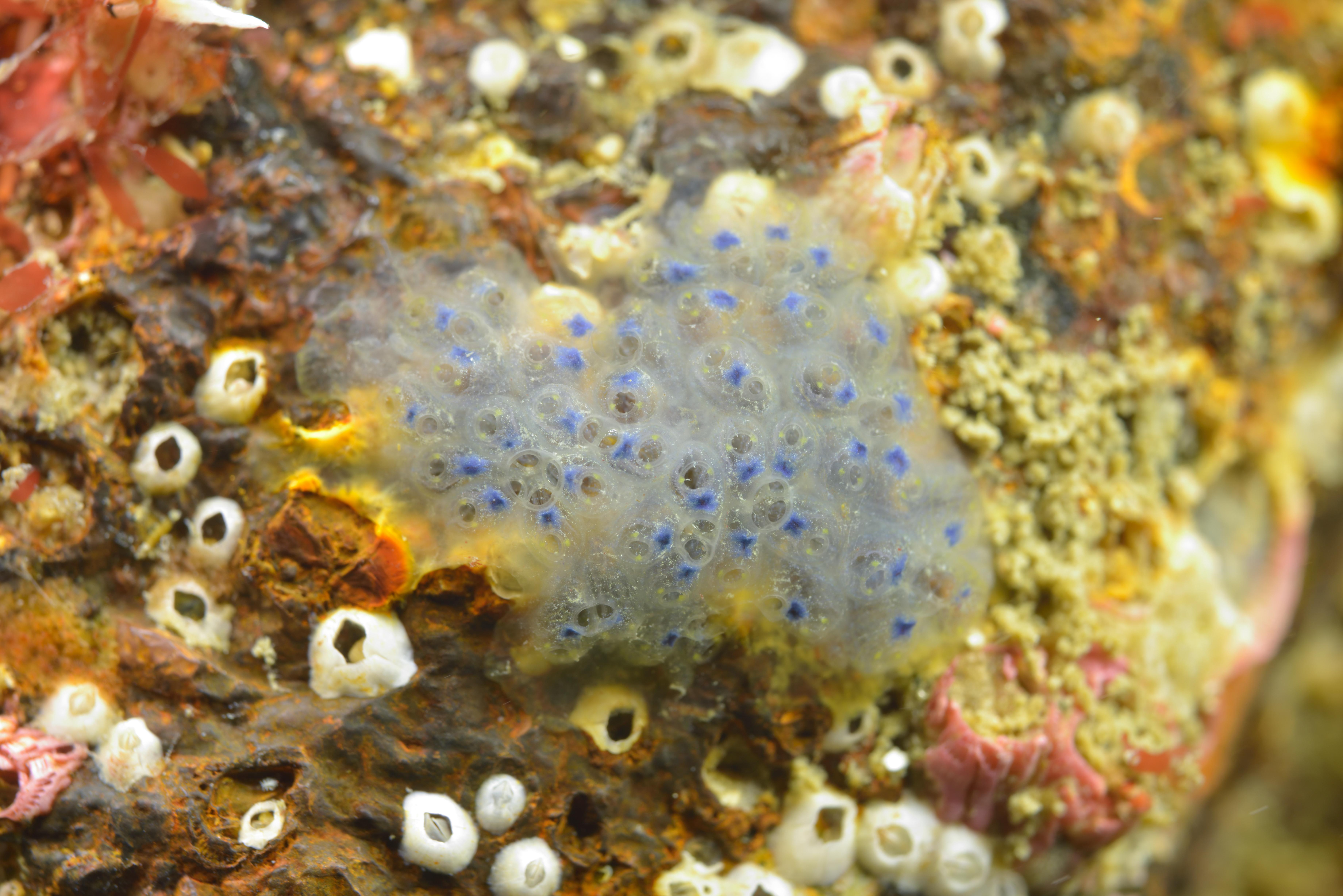
Zřasenka středomořská (Botryllus schlosseri)

K roku 2025 bylo popsáno více než 3 000 druhů pláštěnců, z nichž drtivou většinu představují sumky. Počet identifikovaných druhů postupně narůstá, zejména díky odhalování kryptické diverzity sumek prostřednictvím molekulárních metod; biogeografie jednotlivých druhů však zůstává relativně špatně probádána. Téměř všichni pláštěnci žijí v mořském prostředí, jenom výjimečně se objevují v brakické nebo sladké vodě. Zatímco vršenky a salpy žijí volně v pelagiálu, sumky ke svému životu většinou vyžadují podklad. Typicky vyrůstají na pevném podloží, jako jsou skaliska, kameny, případně schránky měkkýšů atd. Pospolitky z čeledi didemnovití (Didemnidae) pak dokonce odolávají i mocným vlnám rozbíjejícím se o pobřeží. Jiné sumky však dobře prosperují i na bahnitých nebo písčitých dnech, kde se uchycují tenkými chloupky; či dokonce mezi zrnky sedimentu, kde se miniaturní druhy sumek nijak neukotvují, ba dokonce se zde do určité míry pohybují. Pláštěnci tolerují i značné hloubky, kdy konkrétně zástupci čeledi Octacnemidae žijí až do hloubek atakujících či přesahujících 8 000 metrů. Salpy žijí až do hloubek asi 1 000 m, ačkoli většinou zůstávají ve svrchní prosluněné, tzv. epipelagiální vrstvě.
Řada sumek – a to jak solitérních, tak koloniálních – má nepůvodní až invazivní výskyt: z takových druhů lze jmenovat například sumku trubičkovitou a zřasenku středomořskou, dále pak druhy Styela clava, Ascidiella aspersa, Diplosoma listerianum, Didemnum vexillum nebo Botrylloides violaceus. Invazní sumky se do nových lokalit typicky dostávají s lodní dopravou a z přístavů se následně rychle šíří. Například sumka Molgula manhattensis, která původně obývala východní pobřeží Severní Ameriky, se od 50. let 20. století dostala mj. na pobřeží západních Spojených států, Japonska, Austrálie nebo Ruska. V některých případech takové invaze komplikují vymezení původního areálu výskytu příslušného druhu.

## Ekologie

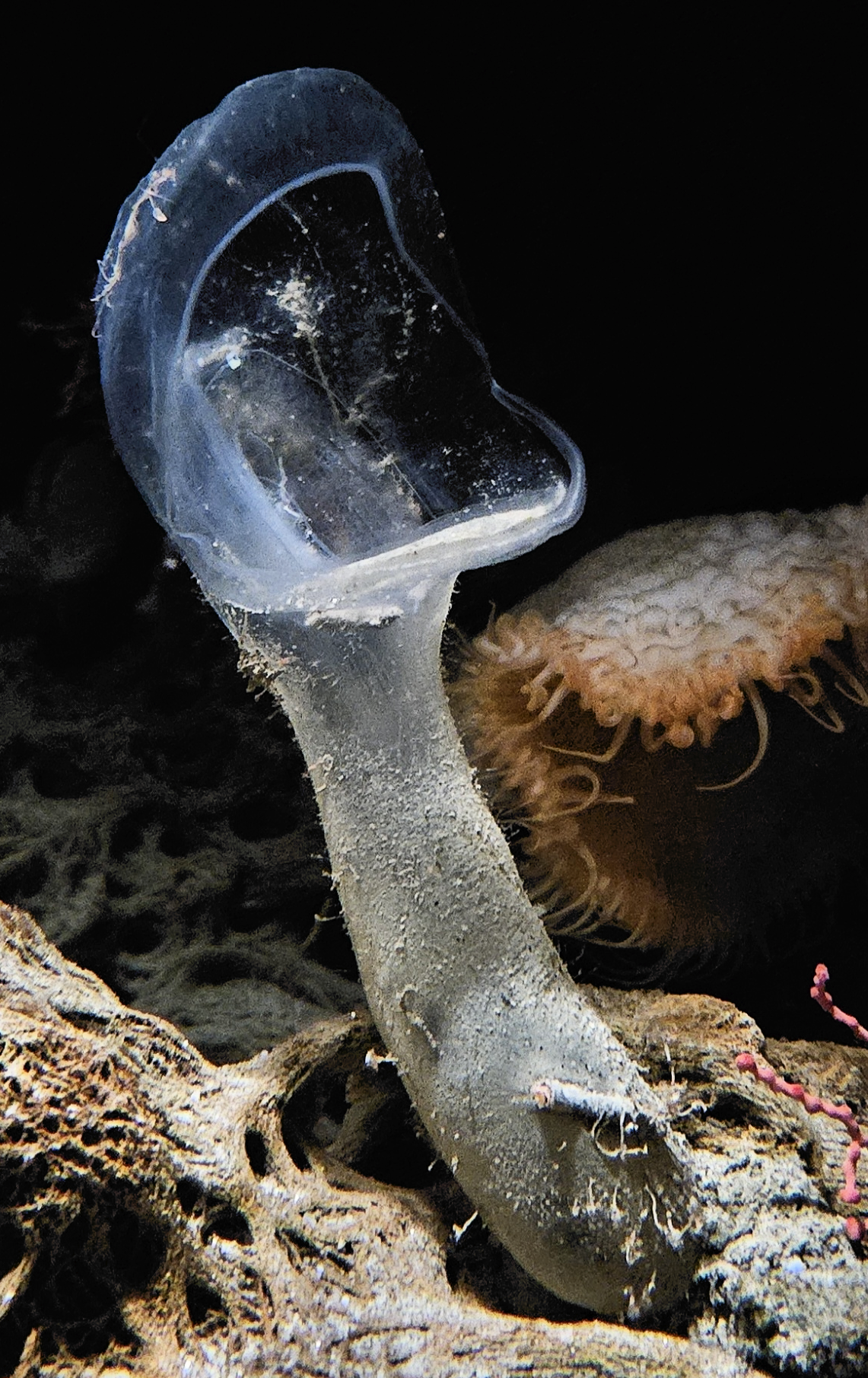
Dravý pláštěnec Megalodicopia hians

Pláštěnci zastávají ekologickou roli filtrátorů, přijímané částečky potravy přičemž bývají velmi malé: žaberní štěrbiny umožňují sumkám z vodního sloupce filtrovat potravu o velikosti pouhých 0,5 až 10 µm. Vršenky si k filtrování potravy i k ochraně pravidelně vytvářejí duté mukopolysacharidové schránky („domky“), jimiž zachycují fytoplankton a bakterie o velikosti pouhých 0,1 μm a méně. Zejména hlubokomořské sumky se však potýkají s problémem malého množství dostupného organického materiálu. Některé z nich šly cestou zmenšení tělesných rozměrů, jiné metodou pasivní filtrace pomocí velkých a otevřených přijímacích sifonů, které volně omývá voda, plus vysoce modifikovaných hltanožaberních vaků. Příkladem druhé strategie je zřasenka rodu Culeolus. Raritnímu dravému způsobu života se přizpůsobil druh Megalodicopia hians a jeho příbuzní z čeledi Octacnemidae, již prostřednictvím velkých pysků vytvořených z přijímacího sifonu lapají větší pohyblivou kořist.
Solitérně žijící sumky jsou minimálně stejně efektivními filtrátory jako mlži a místy jim kvůli tomu i konkurují. Nepůvodní sumky rodu Pyura například v Chile nahradily původní mlže i v přílivové zóně. Výše zmíněná invazivita je v případě sumek velkým problémem pro místní ekosystémy. Problém zveličuje schopnost některých sumek tolerovat široký rozptyl salinity i teploty vody, vysokou úroveň znečištění i eutrofizaci. Zavlečené sumky v nových stanovištích konkurují původním druhům a přerůstají všechny dostupné substráty, včetně jiných organismů. Vyhubení takových vetřelců lze dosáhnout jen s velkými obtížemi.

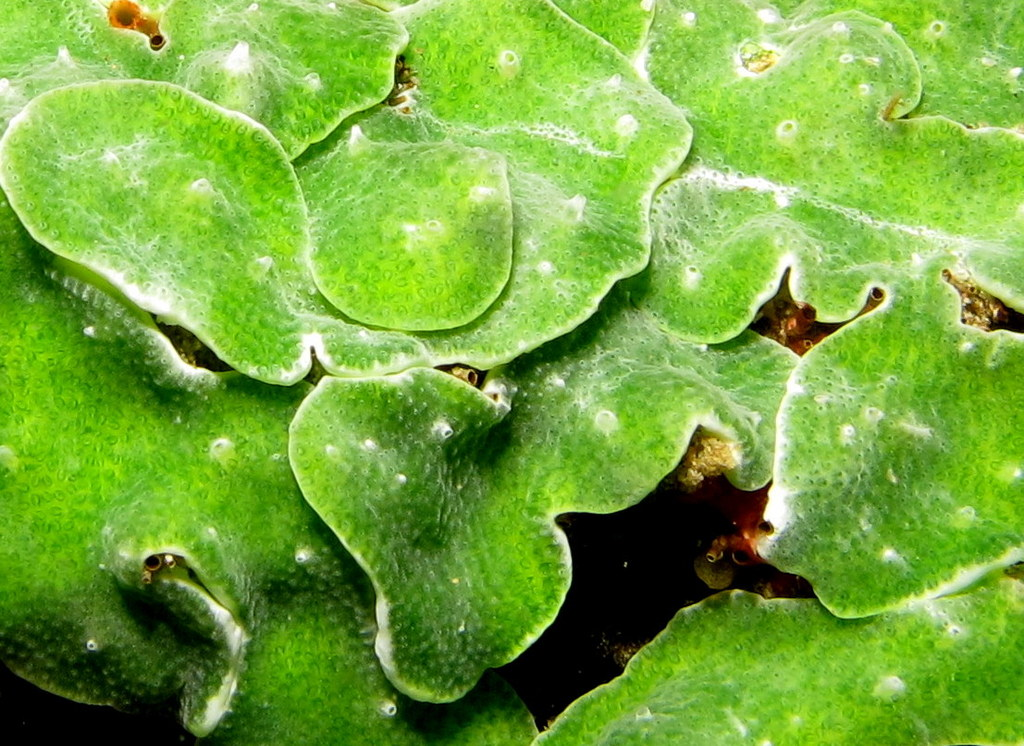
Koloniální sumky s endosymbiotickými řasami (Ponta do Ouro, Mozambik)

Z dalších mezidruhových vazeb lze jmenovat konkrétní symbiotické interakce. Některé tropické sumky si například vydržují kolonie symbiotických bakterií, které jim poskytují živiny, anebo obranné sekundární metabolity. Podobné vztahy vznikají např. mezi sumkami z rodů Didemnum, Diplosoma, Lissoclinum či Trididemnum a jejich symbionty, fotosyntetizujícími sinicemi (včetně rodu Prochloron), alfaproteobakteriemi a gamaproteobakteriemi. Kolonie sumek schraňující si tyto symbionty se dokonce svedou nepatrně posouvat, snad tak poskytují bakteriím optimální množství světla. Zajímavý je dále vztah sumek rodu Molgula a prvoků Nephromyces. Zmiňovaný prvok patří mezi výtrusovce (Apicomplexa), tedy jinak výhradně parazitickou skupinu, zahrnující mj. původce malárie – rod Plasmodium. Přesto spolu s pláštěnci udržuje spíše raritní mutualistický vztah. Vazba obou partnerů je natolik těsná, že všechny zkoumané sumky hostí tohoto symbionta, ačkoli ten se přenáší výhradně mořskou vodou, nikoli z rodičů na potomstvo. Vyjma jednobuněčných mikroorganismů lze zmínit i mnohobuněčné symbionty; například salpy hostí specifické různonožce z podřádu Hyperiidea, již se krmí částečkami potravy a někdy dokonce i hostitelskou tkání.

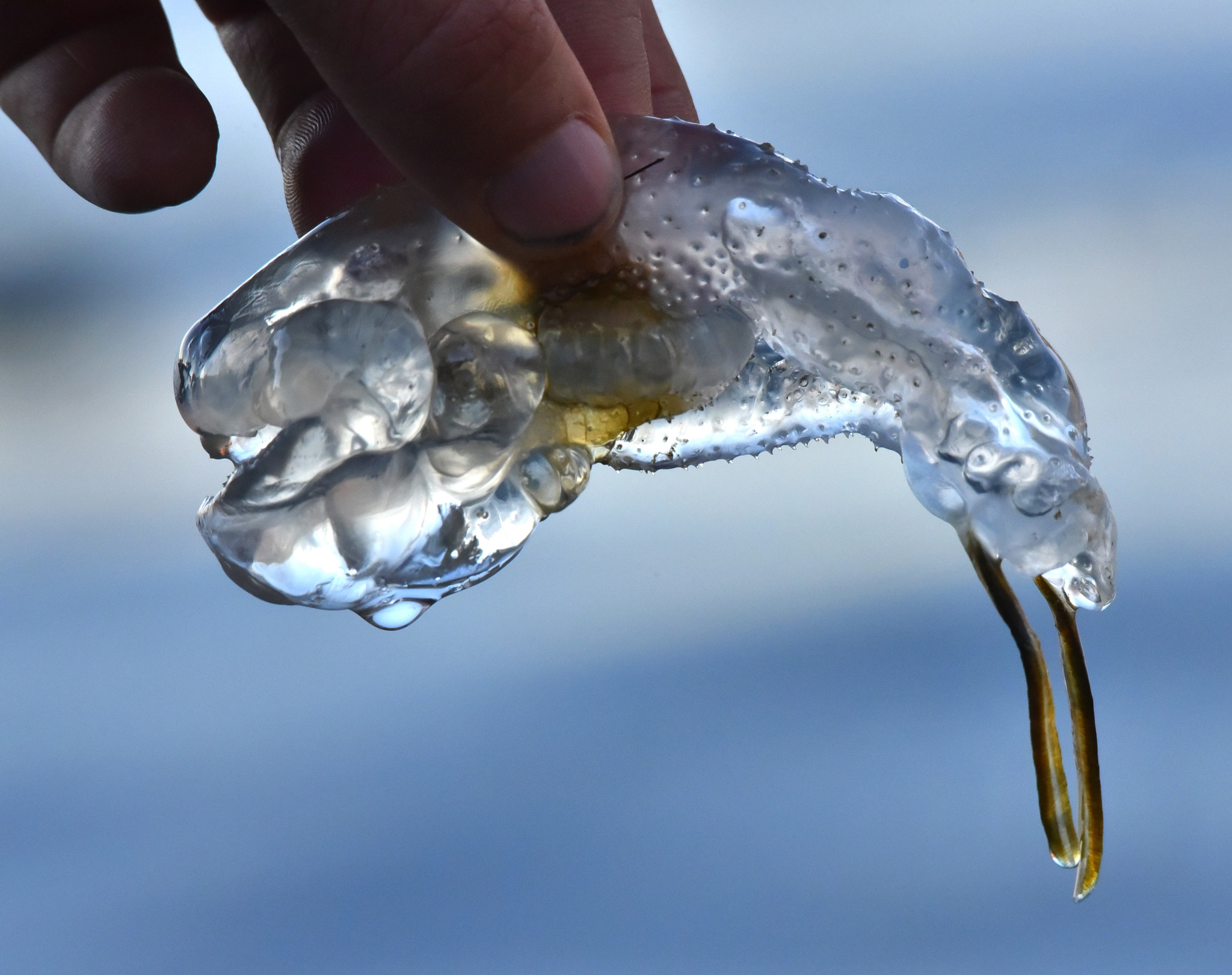
Salpa řetězová (Thetys vagina) tvoří součást rosolovitého zooplanktonu

Pláštěnci svým životním stylem nezanedbatelně zasahují do toku živin v mořských ekosystémech, resp. biogeochemického toku uhlíku. Vyloučené nestrávené zbytky potravy či odhozené „domky“ vršenek snáze transportují organický materiál do větších hloubek (studován je v tomto ohledu i vliv vršenek na transport mikroplastů). V rámci pláštěnců mají zvláštní postavení z hlediska toku živin salpy, protože spolu se žahavci a žebernatkami tvoří tzv. rosolovitý zooplankton, jenž za příznivých podmínek může dosahovat vysokých abundancí. Po úhynu pak těla salp opět transportují organické látky směrem ke dnu. Účinná filtrace i přítomnost rodozměny umožňují salpám jak vysokou rychlost růstu (až o 21 %/h), tak vysokou růstovou rychlost populací (až o 2,5×/den). Vzniklé roje mohou dosahovat hustoty až 1 000 jedinců/m3 a přetrvávat až po dobu 6 měsíců, ačkoli většinou jsou spíše krátkověké. Salpy jsou schopny lokálně zkonzumovat takřka všechen menší plankton a konkurovat tak jiným organismům, jako klanonožcům (Copepoda). Samy pak tvoří potravu pro ryby i mořské ptáky, ovšem protože nezanechávají detekovatelné zbytky v žaludcích predátorů, zůstává jejich význam v potravním řetězci možná podhodnocený. Lepší vhled do této problematiky přináší molekulární metody založené na detekci DNA, které např. potvrdily přítomnost DNA pláštěnců v trusu tučňáků nejmenších (Eudyptula minor). Ti přitom zjevně vystupují na vyšší úrovni trofické pyramidy, konkrétně jako predátoři ryb živících se pláštěnci. Menší tvorové mohou salpy využívat jak jako zdroj biomasy v na potravu chudém prostředí otevřeného moře, tak k pasivnímu transportu vodou. Toto chování bylo pozorováno např. u langusty australské (Panulirus cygnus) na salpě řetězové (Thetys vagina).

## Pláštěnci a člověk

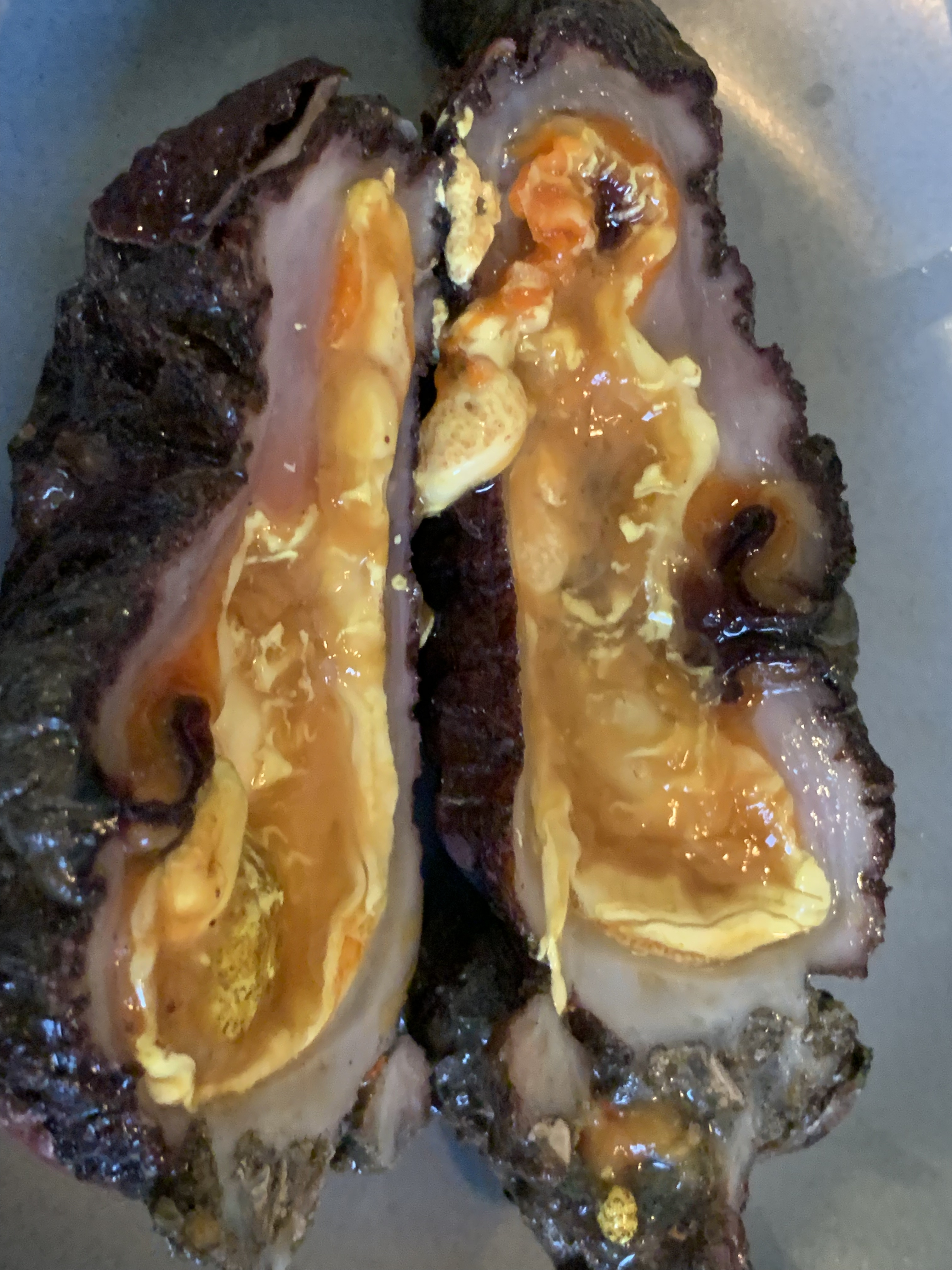
Sumka jedlá neboli figue de mer před konzumací

Pláštěnci nepřímo škodí v mořských akvakulturách a rybolovných oblastech, kdy například přítomnost salp negativně ovlivňuje přítomnost některých lovných ryb (filtrací fytoplanktonu omezují počet drobných korýšů, jimiž se ryby jinak živí). Podobně sumky komplikují chov slávek a ústřic, kterým konkurují o potravu. V případě sumek přináší některé negativní aspekty i jejich přisedlý životní styl, kdy se např. usazují na dnech lodí atp. Umělé povrchy jim dokonce prospívají natolik, že některé solitérně žijící druhy zde vytvářejí velké, nahloučené kolonie.
Z pozitivních aspektů lze zmínit využití pláštěnců v gastronomii. Například v Chile lidé z místních rybářských zátok konzumují sumky druhu Pyura chilensis. Piure, jak se jim zde říká, tvoří ingredienci do polévek a dušených pokrmů, na severu země se však sumky pojídají syrové. Jako netradiční pokrm se v Chile objevují i na menu luxusních restaurací. Sumky jsou dále oblíbené v Asii. V Japonsku se na talíř dostávají zejména sumky rodu Halocynthia, kterým se říká hoja a využívají se mj. k přípravě suši. Jejich maso výrazně voní po moři a chuť se pohybuje mezi hořkou a umami, přičemž výraznější chuťový požitek poskytují sumky označované jako ma-hoja. V Koreji, kde probíhá i chov sumek v akvakulturách, se jim někdy dokonce připisují i afrodiziakální účinky. Sumka jedlá (Microcosmus sabatieri) a příbuzná Microcosmus vulgaris se připravují i v Evropě, konkrétně ve Francii, Itálii či Řecku. Z nutričního hlediska jde o bohatý zdroj ω-3 mastných kyselin, ačkoli vzhledem k časté přítomnosti toxických sekundárních metabolitů není vhodná konzumace většiny druhů.
Pláštěnci mají velký význam ve vědeckém výzkumu, někteří z nich, jako sumka trubičkovitá a zřasenka středomořská, slouží jako modelové organismy. Na sumky, zejména na rody Aplidium, Synoicum a Eudistoma, se také upíná pozornost farmakologie: sekundární metabolity jejich endosymbiontů totiž mají antibakteriální, antidiabetický, protizánětlivý, antioxidační či protinádorový potenciál, k roku 2018 bylo popsáno více než 1 000 takových molekul. Na koloniálních sumkách se také studuje proces stárnutí a regenerace.